# رأس المال: المجلد الأول
رأس المال: المجلد الأول عملية إنتاج رأس المال(1) (بالألمانية:  Das Kapital. Erster Band. Buch I: Der Produktionsprozess des Kapitals) هو أطروحة مكتوبة في الاقتصاد السياسي الكلاسيكي نُشرت لأول مرة في 14 سبتمبر 1867 من قبل الاقتصادي والمنظر السياسي الألماني كارل ماركس؛ وهو نتاج لعقد كامل من البحث والدراسة. يُطبق الكتاب التحليل الطبقي على الرأسمالية مع التركيز على عمليات الإنتاج ما يجعل نمط الإنتاج الرأسمالي محدد تاريخياً. تعد مصادر وأشكال فائض القيمة في سياق شرح ديناميكيات تراكم رأس المال المُميز للتنمية الاقتصادية على المدى الطويل موضوعات رئيسية دُرست بشكل تحليلي مُفصل في جميع أجزاء الكتاب، نشر ماركس استراتيجيات منطقية وتاريخية وأدبية وغيرها من النصوص التوضيحية لتسهيل إيصال حجة الكتاب المعقدة.
طُوّرت هذه الموضوعات على أساس نظرية العمل المجردة للقيمة التي قدمها ماركس بأشكالٍ مختلفة عبر أربع طبعات، ثلاث منها بالألمانية وواحدة بالفرنسية. جادل الباحثون حول إمكانية التعامل مع الطبعة الألمانية الثالثة كمصدر للترجمات الإنجليزية الرئيسية في حين كانت النسخة الفرنسية هي أخر مانشره ماركس، إلا أن الباحثون أثاروا جدلاً حول اعتمادها وفضلوا الطبعة الألمانية الأخيرة لكي تكون مصدراً أولياً لأفكارِ ماركس.

## محتويات الكتاب

### الجزء الأول: السلع والمال

صورة توضيحية لنظرية فائض القيمة التي اعتمد عليها ماركس

الفصول الثلاثة الأولى تُناقش نظرية السلعة وقيمتها وعملية التبادل ونشأة النقود؛ وقد كتب ماركس «في البداية دائمًا ما تكون الابتكارات صعبة في جميع العلوم لذلك فإن القسم الذي يحوي على تحليل السلع ، هو الأكثر صعوبة» غالبًا ما يشعر القارئ المعاصر بالحيرة حيال ماركس الذي يتحدث عن 
 يذكرنا البروفيسور جون كينيث جالبريث أن «شراء معطف من قبل المواطن العادي كان إجراءً مشابهاً في العصر الحديث لشراء سيارة أو حتى منزل»

#### الفصل الأول: السلعة

##### القسم الأول: علامتي السلعة
يؤكد ماركس أن السلعة هي قيمة استعمالية وقيمة تبادلية أيضاً، ويوضح أن السلعة كقيمة استعمالية هي شيء يلبي رغبة أو حاجة بشرية من أي نوع أي أنها شيء مفيد تُحدد قيمتها من خلال معرفة فائدتها. مع ذلك فإن قيمة الاستخدام الفعلية لا تُحدد قيمة السلعة إلاّ في حدود «الاستخدام أو الاستهلاك» وذلك بعد تحديد السلعة كقيمة استعمالية؛ ويوضح أن السلعة هي أيضًا قيمة تبادلية وذلك بإيضاح كمية السِلع التي يمكن مبادلتها بها. أما عن القيمة التبادلية للسعلة فيستخدم ماركس مثالاً عن قيمة التبادل بين القماش والحديد لشرح فكرته، وذلك لايضاح كمية السلعة التي يمكن مبادلتها بسلعة أخرى:
فبغض النظر عن علاقتهما فدائماً ما ستكون معادلة يتم فيها استبدال كمية معينة من القماش بكمية معينة من الحديد. لقد وضع هذا المثال ليقول إن جميع السِلع في جوهرها متوازية من حيث أنه يمكن دائمًا استبدالها بكميات معينة من السِلع الأخرى. ويوضح أيضًا أنه لا يمكن تحديد القيمة التبادلية للسلعة بمجرد النظر إليها أو فحص خصائصها الطبيعية فالقيمة التبادلية ليست مادية بل هي مقياس صنعه الإنسان من أجل تحديد قيمة التبادل ويجب على المرء أن يدرك حجم السِلعة التي يقوم بمبادلتها مقارنة بسِلعٍ أُخرى. يوضح ماركس أنه على الرغم من أن هذين الجانبين للسلع منفصلان، إلا أنهما مرتبطان في نفس الوقت حيث لا يمكن مناقشة أحدهما دون الآخر. ويوضح أنه في حين أن القيمة الاستعمالية لشيء ما يمكن أن تتغير فقط من حيث الجودة، فإن قيمة التبادل لا يمكن أن تتغير إلا من حيث الكمية.
يمضي ماركس بعد ذلك في شرح أن القيمة التبادلية لسلعة ما هي مجرد تعبير عن قيمتها. فالقيمة هي ما يربط جميع السلع بحيث يمكن تبادلها جميعها مع بعضها البعض. يتم تحديد قيمة سلعة ما من خلال وقت العمل الضروري لإنتاجها اجتماعياً والمُعرَّف بأنه «وقت العمل المطلوب لإنتاج أي قيمة استخدام في ظل ظروف الإنتاج، وهو أمر طبيعي لمجتمع معين ومع متوسط درجة المهارة وكثافة العمالة السائدة. في هذا المجتمع». لذلك، يوضح ماركس، أن قيمة السلعة لا تبقى ثابتة لأنها تتقدم أو تتباين في إنتاجية العمل التي قد تحدث لأسباب عديدة. ومع ذلك، فإن القيمة لا تعني أي شيء ما لم ترتبط مرة أخرى بقيمة الاستخدام. إذا تم إنتاج سلعة ولا يريدها أحد أو لا فائدة لها، فإن «العمل لا يعتبر عملاً» وبالتالي لا قيمة له. كما يقول أنه يمكن للمرء أن ينتج قيمة استعمالية دون أن يكون سلعة. إذا أنتج المرء شيئاً لمصلحته أو حاجته فقط فقد أنتج قيمة استعمالية لكن ليس سلعة. لا يمكن اشتقاق القيمة إلا عندما يكون للسلعة قيمة استخدام للآخرين. يسمي ماركس هذه القيمة الاستعمالية الاجتماعية. لقد كتب كل هذا ليشرح أن جميع جوانب السلعة (قيمة الاستخدام، وقيمة التبادل، والقيمة) كلها منفصلة عن بعضها البعض، ولكنها أيضًا مرتبطة بشكل أساسي ببعضها البعض.

##### القسم الثاني: الطابع المزدوج للعمل المتجسد في السلعة
يناقش ماركس في هذا القسم العلاقة بين العمل والقيمة. ويذكر أنّه إذا كان هناك تغيير في كمية العمل التي يتم إنفاقها لإنتاج سلعة ما فإن قيمة السلعة ستتغير وهذا ارتباط مباشر. يعطي ماركس كمثال قيمة المعطف مقابل القماش لشرح قيمة كل سلعة في المجتمع الرأسمالي. يُعد المعطف ضعف قيمة القماش لأنه تم استخدام وقت العمل الضروري اجتماعياً لإنشائه. يتم إنتاج قيمة الاستخدام لكل سلعة من خلال العمل المفيد. تقيس قيمة الاستخدام الفائدة الفعلية لسلعة ما؛ بينما القيمة هي قياس قيمة التبادل من الناحية الموضوعية، يكون للمعطف والقماش قيماً بسيطة أو محددة لكن أشكال العمل المختلفة تخلق أنواعاً مختلفة من قيم الاستخدام. يمكن مقارنة قيمة قيم الاستخدام المختلفة التي تم إنشاؤها بواسطة أنواع مختلفة من العمالة فكلهم يمثلون نفقات العمالة البشرية. يستغرق معطفاً واحداً و 20 ياردة من القماش نفس القدر من وقت العمل الضروري اجتماعياً لصنعه بحيث يكون لهما نفس القيمة. كما توقعنا في إنتاج السلع، فإنّه يقلل من القدرة على خلق قيمة عالية للمنتجات.

##### القسم الثالث: شكل القيمة أو القيمة التبادلية

###### (آ) شكل القيمة البسيط، المنفرد أو العرضي
يشرح ماركس في هذا القسم إزدواجية الطابع للسِلع، أي الشكل الطبيعي وشكل القيمة. نحن لا نعرف قيم السلع حتى نعرف مقدار العمل البشري الذي تم وضعه فيه. يتم تداول السلع مقابل بعضها البعض بعد أن يتم تحديد قيمها اجتماعياً؛ إذن فهناك علاقة قيمة تتيح لنا التجارة بين أنواع مختلفة من السلع. ويشرح ماركس القيمة دون استخدام المال باستخدامه مثال 20 ياردة من القماش ومعطف لإظهار قيمة بعضهما البعض (20 ياردة من القماش = معطف واحد). العبارة «20 ياردة من القماش تساوي طبقة واحدة» تسمية شكلين من أشكال القيمة. الشكل الأول هوالشكل النسبي للقيمة وهو السلعة التي تأتي أولاً في المعادلة (20 ياردة من القماش في مثال ماركس). الشكل الثاني هو الشكل المعادل / المكافئ للقيمة وهو السلعة التي تأتي في المرتبة الثانية في العبارة (المعطف). ويضيف أن مقارنة 20 ياردة من القماش بنفسها معادلة لا معنى لها
 فالقماش هو موضوع منفعة لا يمكن تحديد قيمته حتى تتم مقارنته بسلعة أخرى. يعتمد تحديد قيمة سلعة ما على موقعها في التعبير عن قيمة التبادل المقارنة.

###### (ب) شكل القيمة الكُلي أو الموّسع
يستهل ماركس هذا القسم بمعادلة للصيغة الموسعة للقيمة حيث 
 حيث تمثل الأحرف (س، ص، ن، ي، ع) كميات من سلعة وتمثل الأحرف (آ، ب، جـ، د، هـ) سلعًا معينة بحيث يكون مثال ٢٠ ياردة من القماش على النحو الآتي: «20 ياردة من القماش= معطف واحدة أو = 10 باونات شاي أو 40 باون بن أو كوارتر من القمح أو 2 أونصة من الذهب أو = نصف طن من الحديد أو = إلخ.» يوضح ماركس أنه مع هذا المثال من الشكل الموسع للقيمة «يتم التعبير عن القماش الآن من خلال عدد لا يحصى من المواد الأُخرى في عالم السلع. تصبح كل سلعة أخرى الآن مرآة لقيمة القماش». عند هذه النقطة تصبح القيمة الاستعمالية الخاصة للقماش غير مهمة أو بالأحرى تصبح القيمة (وقت العمل الضروري اجتماعياً) الموجودة في كمية من القماش تحددها التبادلات مع السلع الأخرى. هذه السلسلة من القيم المتنوعة (سلع مختلفة) لا نهاية لها لأنها ممكن أن تحتوي (أو تطبق) على كل أنواع السلع مع قابلية تغيرها باستمرار.

###### (ج) شكل القيمة العام
يستهل ماركس هذا القسم بشكل توضيحي:
| معطف واحد          | 20 ياردة من القماش |
| 10 باونات من الشاي | 20 ياردة من القماش |
| 40 باون من البن    | 20 ياردة من القماش |
| كوارتر من القمح    | 20 ياردة من القماش |
| أونصة من الذهب     | 20 ياردة من القماش |
| نصف طن من الحديد   | 20 ياردة من القماش |
| س من سلعة آ        | 20 ياردة من القماش |
| إلخ من السِلع       | 20 ياردة من القماش |

ويشرح هذه العلملية بثلاث أجزاء:
- تغيير طابع شكل القيمة بعد تحليل النقطتين السابقتين من الفصل الأول أوضح ماركس أن هذه السلع لها الآن قيمة تبادل موحدة والآن يمكن التعبير عنها من خلال مقارنات بنوع واحد من السلع. ويمكن التمييز بين جميع السلع وقيمها الاستعمالية وتعادل بعضها البعض كقيم تبادل.[10] يوضح شكل القيمة العامة الذي يمثل جميع منتجات العمل أنه السيرة الذاتية الاجتماعية لعالم السلع جيث تشكل السمة التي يمتلكها كل عمل كعمل بشري طابعها الاجتماعي الخاص.[11][ar 13]
- التطور المُترابط بين شكل القيمة النسبي والشكل المُعادِل  يشرح ماركس الترابط بين الشكل النسبي والشكل المكافئ أو المعادل. فأولاً هناك علاقة متبادلة بينهما على الرغم من أنها قطبية متناقضة. ينص على أنه يجب علينا أيضًا أن ندرك أن الشكل المُعادل هو تمثيل وفرع من الشكل النسبي:

لا يمكن أن تكون الأشياء نسبية تمامًا أو مُعادلة تمامًا. يجب أن يكون هناك توليفة للتعبير عن الحجم والتكافؤ العام. هذا الشكل هو الشكل النسبي الموسع للقيمة وهو «شكل نسبي محدد لقيمة السلعة المكافئة أو المُعادلة».
- الانتقال من شكل القيمة العام إلى الشكل النقدي هذه هي الفكرة الانتقالية بين اتخاذ الشكل العام (الشكل العام المعادل لجميع السلع العامة) وتحويله إلى شكل نقدي. هنا يصف ماركس كيف يمكن أن تكون هناك سلعة شاملة لجميع السلع بحيث تستبعد نفسها في الواقع لدرجة أنها لم تعد سلعة معادلة بل تمثيل سلعة. إن قبول قيمة التبادل السلعي لها تأثير عالمي للغاية بحيث يمكن أن تتحول إلى شكل من أشكال النقود: على سبيل المثال، الذهب.[ar 15]

###### (د) الشكل النقدي
يُوّضح ماركس التحول للتعامل النقدي بالشكل الآتي:
| 20 ياردة من القماش | أونصتين من الذهب |
| 10 باونات من الشاي | أونصتين من الذهب |
| 40 باون من البن    | أونصتين من الذهب |
| كوارتر من القمح    | أونصتين من الذهب |
| معطف واحد          | أونصتين من الذهب |
| نصف طن من الحديد   | أونصتين من الذهب |
| س من سلعة آ        | أونصتين من الذهب |

أدى الشكل المعادل الشامل أو القابلية العالمية للتبادل إلى أن يأخذ الذهب مكان القماش في عمليات التبادل المقبولة اجتماعياً. وبمجرد وصوله إلى القيمة المحددة في عالم السلع أصبح الذهب سلعة نقدية. يختلف شكل النقود عن الأقسام آ، ب، ج.
الآن وقد أصبح للذهب قيمة نسبية مقابل سلعة (مثل القماش) ويمكن أن يصل إلى شكل السعر؛ يقول ماركس:
يوضح هذا تطبيق نموذج السعر كمعادل عالمي. ويختتم ماركس هذا القسم بالإشارة إلى أن «الشكل البسيط للسلعة هو بالتالي بذرة شكل النقود». ويُضح الفكرة بشكلٍ مُبسط على النحو التالي:
س من سلعة آ = ص من سلعة ب

##### القسم الرابع: الطابع الصنمي للسلعة وسره
يركز ماركس في هذا القسم على طبيعة السلعة بصرف النظر عن قيمتها الاستعمالية الأساسية؛ بعبارة أخرى: لماذا تبدو القيمة الاستعمالية خاصية جوهرية للسلعة بدلاً من قياس العمل البشري المتجانس الذي ينفق على صنع السلعة؟
يوضح ماركس أن هذا النوع «الصنمي» الذي ينسبه لشيء ما يعود إلى خاصية مميزة عندما يكون في الواقع مُنتجاً اجتماعياً، ينشأ من حقيقة أنه في ظل مجتمع قائم على السلع فإن العمل الاجتماعي والعلاقات الاجتماعية بين المنتجين وترابطهم المتبادل يتجلى فقط في عملية التبادل داخل السوق، لذلك تُحدد قيمة السلعة بشكل مستقل عن المنتجين الخاصين مما يجعل السوق يبدو مُحدداً للقيمة بناءً على خاصية السلعة؛ وعلى هذا تبدو العلاقات بين السلع، لا بين المُنتيجين.
نظراً للظروف التاريخية للمجتمع الرأسمالي يرى ماركس بأن الإقتصاديين السياسيين عادةً ما يدرسون قيم السلع في أكثر أشكالها تقدماً أي الشكل النقدي. يرى هؤلاء الاقتصاديون أن قيمة السلعة كشيء مستقل ميتافيزيقياً عن العمل الاجتماعي الذي هو المحدد الفعلي للقيمة. يسمي ماركس هذه الشهوة «الصنمية» التي من خلالها ينسى المجتمع الذي أوجد فكرة في الأصل وعبر مسافة زمنية أن الفكرة هي في الواقع منتج اجتماعي وبالتالي هو منتج بشري للغاية. لن يتعامل المجتمع بعد الآن مع الفكرة كقشرة (في هذه الحالة قيمة السلع) كما هو موجود حاليًا. سيأخذ المجتمع ببساطة الفكرة على أنها حتمية طبيعية أو حتمية منحها الله بحيث لا يملك القدرة على تغييرها.
يقارن ماركس هذه «الصنمية» بصناعة المعتقد الديني. يجادل بأن الناس في البداية خلقوا إلهاً لتلبية أي رغبة أو حاجة لديهم في الظروف الحالية ولكن بعد ذلك تظهر منتجات الدماغ البشري هذه كشخصيات مستقلة تتمتع بحياة خاصة بها وتدخل في علاقات مع بعضها. وبالمثل لا تدخل السلع في علاقة مع بعضها البعض إلا من خلال التبادل الذي يعد ظاهرة اجتماعية بحتة. قبل ذلك كانت مجرد عناصر مفيدة لكنها ليست سلعًا. لا يمكن أن تأتي القيمة نفسها من قيمة الاستخدام لأنه لا توجد طريقة لمقارنة فائدة عنصر ما مع العديد من الوظائف المحتملة.
بمجرد التبادل يتم تحديد قيم السلع من خلال مقدار وقت العمل المفيد اجتماعياً المخصص لها لأنه يمكن تعميم العمل. مثلاً: يستغرق استخراج الماس وقتاً أطول مما يستغرقه استخراج الكوارتز، وبالتالي فإن قيمة الماس أعلى. تَحدُث الوثنية داخل الرأسمالية بمجرد تقسيم العمل اجتماعيا وتنسيقه مركزيا وسلب وسائل الإنتاج من العُمال أي لم يعد بإمكانهم الوصول إلى معرفة مقدار العمل الذي تم إدخاله في المنتج لأنهم لم يعودوا يتحكمون في توزيعه. الشيء الوحيد الواضح للقيمة المتبقية لكتلة الناس هو القيمة التي تم تعيينها في الماضي. وهكذا تبدو قيمة السلعة ناشئة من خاصية صوفية متأصلة فيها وليس من وقت العمل المحدد الفعلي للقيمة.

#### الفصل الثاني: عملية التبادل
يشرح ماركس في هذا الفصل الخصائص الاجتماعية والميزات الخاصة لعملية التبادل. وفقًا لماركس يجب على مالكي السلع أن يتعرفوا على بعضهم البعض كمالكين للسلع التي تجسد القيمة. يُفسر التبادل ليس فقط كمبادلة للعناصر ولكن كعقد بين مالكين. إن هذا التبادل هو الذي يسمح أيضًا للسلعة المعنية بإدراك قيمتها التبادلية ويوضح أن تحقيق القيمة التبادلية يسبق دائماً قيمة الاستخدام لأنه يجب على المرء الحصول على العنصر المقصود قبل أن تتحقق منفعته الفعلية. يوضح ماركس أن قيمة الاستخدام المقصودة لا يمكن أن تتحقق إلا من قبل من يشتري السلعة في حين أن من يبيع سلعة لا يجد أي فائدة في السلعة؛ مع الاحتفاظ بفائدة قيمتها التبادلية. يختتم ماركس الفصل بتفصيل حول الظهور الضروري للمال أينما يحدث التبادل؛ بدءً من المجتماعات الصغيرة وتدريجياً حتّى مستوى الأمُم. هذا الشكل النقدي الذي ينشأ من ضرورة تصفية التبادل يصبح الشكل المُعادل الشامل الذي يتم وضعه من جميع السلع كمجرد مقياس للقيمة مما يخلق ازدواجية بين المال والسلع.

#### الفصل الثالث: نقد أو تبادل السلع

##### القسم الأول: مقياس القيم

###### (آ) وظائف النقود المعدنية
يوّضح ماركس في هذا الفصل وظائف السلع النقدية، ووفقاً له فإن الوظيفة الرئيسية للنقود هي تزويد السلع بالوسيط للتعبير عن قيمها أي الوقت المُستغرق في إنتاجِها. وظيفة النقود كمقياس للقيمة تخدم فقط القدرة الخيالية أو المثالية. أي أن المال الذي يؤدي وظائف مقياس القيمة هو فقط وهمي لأن المجتمع هو الذي أعطى المال قيمته. على سبيل المثال، يتم التعبير عن قيمة طن واحد من الحديد بكمية خيالية من السلعة النقدية التي تحتوي على نفس كمية العمل لإنتاج الحديد.

###### (ب) الأشكال المتعددة للنقود المعدنية
كمقياس للقيمة ومعيار للسعر فالنقود تؤدي وظيفتين: أولهما: إنها مقياس القيمة كتجسيد اجتماعي للعمل البشري. وثانيهما فالنقود تعمل كمعيار للسعر ككمية من المعدن بوزن ثابت. عندما يتم قياس كميات من نفس الفئة فإن ثبات القياس له أهمية قصوى وبالتالي كلما قلّ خضوع وحدة القياس للتغيرات كان أداؤها لدورِها أفضل. لا يمكن للعملة المعدنية أن تعمل إلا كمقياس للقيمة لأنها نفسها نتاج عمل بشري.
تظهر السلع ذات الأسعار المحددة في هذا الشكل: 1 من سلعة أ = س من الذهب، 2 من سلعة ب = ص من الذهب، 3 من السلعة د = ج الذهب ....الخ؛ حيث تمثل أ، ب، د كميات محددة من السلع 1، 2، 3 وتمثل س، ص، ج كميات محددة من الذهب.
على الرغم من تنوع السلع إلاّ أن قيمها تصبح مقادير من نفس الفئة أي من الذهب وبالتالي هي سِلع قابلة للمقارنة وقابلة للتبادل.

###### (ج) الأسعار
السِعر هو الاسم النقدي للعمالة الموضوعة في سِلعة ما. مثل الشكل النسبي للقيمة بشكل عام. يُعبر السعر عن قيمة سلعة من خلال التأكيد على أن كمية معينة من المٌعادل قابلة للتبادل مباشرة. يشير شكل السِعر إلى إمكانية تبادل السلع مقابل المال وضرورة التبادل. يعمل الذهب كمقياس مثالي للقيمة فقط لأنه أثبت نفسه بالفعل كسلعة نقدية في عملية التبادل.

##### القسم الثاني: واسطة التداول

###### (آ) استحالة السلع
يبحث ماركس في هذا القسم الطبيعة المتناقضة لتبادل السلع. حيث توفر التناقضات الموجودة في عملية التبادل النية التمثيلية الأساسية لِـ "الأيض الإجتماعي". إن هذه العملية "تنقل السلع من الأيدي التي تكون فيها قيماً غير استعمالية إلى أيادي تكون فيها قيماً استعمالية. لا يمكن أن توجد السلع إلا كقيم للبائع وقيم استعمالية للمشتري. لكي تكون السلعة قيمة وقيمة استعمالية، يجب إنتاجها للتبادل. إن عملية التبادل تقتل السلعة العادية عندما يتدخل نقيضها (السلعة النقدية).
تدخل السِلع للعملية التبادلية في السوق دون فروق بينهما سواء أكانت السِّلعة نقدية أم عادية. لكن أثناء التبادل ينقسمان لسلعة استعمالية وسلعة نقدية ليتواجدا في مكانين منفصلين ومتناقضين أثناء عملية التبادل. من الناحية العملية يعمل الذهب أو النقد كقيمة تبادلية بينما تعمل السلع كقيم استعمالية في عملية التبادل. لا يتم التحقق من صحة وجود سلعة إلا من خلال شكل النقود ولا يتم التحقق من صحة المال إلا من خلال شكل السلعة. ترتبط هذه الظاهرة الثنائية التي تنطوي على المال والسلع ارتباطاً مباشراً بمفهوم ماركس للقيمة الاستعمالية والقيمة.
سلعة - نقود - سلعة 
س ⇐ ن ⇐ س 
يراقب ماركس تحول السلعة من خلال البيع والشراء في هذه العملية؛ أمّا بمحتوها المادي فإن الحركة هي س - س أي تبادل سلعة بأُخرى؛ التفاعل الأيضي للعمل الاجتماعي، ونتيجة لذلك تنطفئ العملية وتتلاشى.
التحول الأول للسعلة وللبيع
سلعة - سلعة 
س ⇐ س 
في عملية البيع تُقاس قيمة السلعة بوقت العمل الاجتماعي لإنتاجها من ثم قيمتها بالمُعادل العالمي أي الذهب.
التحول الثاني أو النهائي لشراء السلعة
سلعة - نقود
س ⇐ ن 
من خلال عملية الشراء تفقد جميع السلع شكلها من قبل المُعادل العالمي أي المال. حسب ماركس فإنّ كل سلعة تختفي عندما تصبح نقوداً وبذلك فمن المستحيل معرفة النقود نفسها كيف وصلت إلى يد مالكها أو ما هي السلعة التي تم تبديلها بها.
سلعة - نقود = نقود - سلعة
س ⇐ ن = ن⇐ س 
يمثل الشراء عملية بيع على الرغم من أنهما تحوّلان منفصلان. تسمح هذه العملية بحركة السلع وتداول الأموال.

###### (ب) تداول النقد
يبدأ تداول الأموال أولاً بتحويل سلعة إلى نقود حيث تؤخذ السلعة من حالتها الطبيعية وتتحول إلى حالتها النقدية. عندما يحدث هذا فإن السلعة تخرج من التداول إلى الاستهلاك. بسبب عملية التداول فإن السلعة السابقة تتحول لشكل نقدي يحل محل السلعة الجديدة مختلفة ومستمرة في التداول النقدي. في هذه العملية يكون المال هو الوسيلة لحركة السلع وتداولها. كمية المال لقياس قيمة سلعة ما هو نظرياً الوقت الضروري لإنتاجها اجتماعياً. يؤدي تكرار هذه العملية باستمرار إلى إزالة البضائع من أماكن بدايتها وإخراجها من دائرة التداول. يدور المال في حلقة ويتقلب مع مجموع كل السلع التي تتواجد داخل هذا الشكل الكروي. ومع اختلاف سعر السلع تختلف كمية النقود المتداولة ويكون الإختلاف حسب ثلاث عوامل
1. هي حركة الأسعار
2. كمية السلع المتداولة
3. سرعة تداول النقود[18]

###### (ج) العملة. رمز القيمة
تحوّل النقود إلى عُملّة يرجع لبروزها كوسيلة يتم من خلالاها التبادل. أصبح الذهب المعادل العالمي من خلال قياس وزنه بالنسبة للسلع وهذه المهمة كانت من مهام الدّول. كانت مشكلة الذهب أنه يتلاشى مع تداوله من يد إلى يد لذلك أدخلت الدولة وسائط للتدول جديدة مثل الفضة والنحاس والنقود الورقية غير القابلة للتحويل والتي تُصدرها الدولة على أنّها ممثل للذهب. ينظر ماركس إلى المال على أنه «وجود رمزي» يطارد مجال التداول ويقيس بشكل تعسفي ناتج العمل.

##### القسم الثالث: النقد

###### (آ) الاكتناز
تبادل الأموال هو المُعبر عن عملية البيع والشراء الحاصلة. كتب ماركس واصفاً منتجي السلع: 
. يوضح هذا التعبير البسيط جوهر الاكتناز. من أجل احتمالية الشراء دون بيع سلعة في حوزتك؛ يجب أن تكون قد قمت بتخزين بعض المال في الماضي الذي سيصبح مالاً مرغوباً بشكل كبير بسبب القوة الشرائية المحتملة. إذا كان لدى المرء مال فيمكن استبداله بالسلع والعكس صحيح. ورغم ذلك بينما يرضي هذا الطابع الصنمي للذهب مجموعة فسيتسبب أيضاً الكنز في قيام المكتنز بتقديم تضحيات شخصية ويفسر عدم أخلاقيته «بإلغاء كل الفروق» من خلال الاستشهاد بـ تيمون الأثيني للكاتب الإنكليزي وليم شكسبير.

###### (ب) وسيلة الدفع
يُحلل ماركس في هذا القسم العلاقة بين المُدِين والدَائِن ويجسد فكرة تحويل الدَّين. يناقش ماركس كيف أصبح شكل النقود وسيلة للدفع الإضافي مقابل البيع أو الشراء. ويذكر أن وظيفة النقود كوسيلة للدفع تبدأ بالانتشار خارج نطاق تداول السلع. وتصبح المادة العالمية للعقود الاقتصادية. تشكل المدفوعات الثابتة وما يُشابهها أسباباً تُجبر مدينوا المال إلى ادخار أموالهم استعداداً لهذه الدفعات المالية التي سيتعرضون لها؛ يقول ماركس 

###### (ج) النقد العالمي
تسعى الدول لبناء احتياطات من الذهب والفضة لغرضين: أولهما التداول الداخلي وثانيهما التداول الخارجي في الأسواق العالمية. يؤكد ماركس على ضرورة أن تخزن الدول الأموال كوسيلة للتداول الداخلي إضافة لوظيفة هذه المختزنات في النشاطات الاقتصادية العالمية. نظرًا لهذا الاكتناز في سياق عدم قدرة الأموال المُخزنة على المساهمة في نمو مجتمع رأسمالي، يقول ماركس أن البنوك هي الحل لهذه المشكلة:

### الجزء الثاني: تحول النقد إلى رأسمال

#### الفصل الرابع: تحول النقد إلى رأسمال

##### القسم الأول: الصيغة العامة لرأس المال
أكدّ ماركس بأنّه لا يمكن تحويل النقود إلى رأسمال إلا من خلال تداول السلع. فالنقود لا تنشكل كرأسمال ولكن فقط كوسيلة للتبادل ومنها تصبح رأسمال عند استخدامها كمعيار للتبادل. تداول السلع له شكلين يشكلان الصيغة العامة وهما س - ن - س و ن - س -ن. تمثل س - ن - س عملية بيع سلعة أولاً مقابل المال (س - ن) ثم استخدام هذا المال لشراء سلعة أخرى (ن - س)، أو كما يقول ماركس: البيع من أجل الشراء. بينما يصف ن - س - ن التعامل بالمال مقابل سلعة (ن - س) ثم بيع السلعة للحصول على المزيد من رأس المال (س - ن).
إن الإختلاف الأكبر بين المعادلتين يكمُن في نتيجة كل منهما. فخلال س - ن - س تُستبدل السلعة المباعة بسلعة تم شراؤها. في هذا الشكل، يعمل المال كوسيلة للتبادل فقط. تنتهي الصفقة عند هذا الحد، من خلال هذا التبادل فوفقاً لماركس فإن الأموال تُنفق مرّة واحدة فقط وإلى الأبد. يُسهل نموذج س - ن - س تبادل قيمة استخدام واحدة بأخرى. بينما على عكسه تُبادل الأموال بشكل أساسي مقابل المزيد من الأموال من خلال نموذج ن - س - ن. حيث يستثمر الشخص المال في سلعة ثم يبيعها مقابل المال فيعود المال إلى مكان البداية الأولي بحيث لا تُنفق الأموال كما هو الحال في شكل التبادل س - ن س بل يتم دفعها بدلاً من ذلك. تكمن الوظيفة الوحيدة لهذه العملية في قدرتها على التثمين. من خلال سحب أموال من التداول أكثر من المبلغ الذي تم إدخاله وبعدها يمكن إعادة استثمار الأموال في التداول مما يؤدي إلى تراكم متكرر للثروة النقدية وهذه عملية لا تنتهي أبدًا. وبالتالي تصبح ن - س - ن- هدف ن - س - ن. تشير (ن-) إلى الأموال التي تم إرجاعها في العملية المتداولة (ن) بالإضافة إلى فائض القيمة الإضافية المكتسبة أي (ن-= ن + △ن). لا يمكن إنشاء رأس المال إلا بمجرد اكتمال عملية ن - س - ن وعودة الأموال إلى نقطة البداية لإعادة إدخالها في التداول.

##### القسم الثاني: تناقضات الصيغة العامة
يشير ماركس إلى أن تبادل السلع في شكله البسيط هو تبادل للمكافئات وبالتالي فهو ليس وسيلة لزيادة القيمة. إذا تبادل الأفراد قيماً متساوية فلن يقوم أي منهم بزيادة رأس المال. تلبية الاحتياجات هو المكسب الوحيد. يصبح إنشاء فائض القيمة أمرًا غريبًا إلى حد ما بالنسبة لماركس لأن السلع وفقاً للقيم الضرورية المخصصة اجتماعياً لا ينبغي أن تخلق فائضًا في القيمة إذا تم تداولها بشكل عادل. يبحث ماركس في الأمر ويخلص إلى أن فائض القيمة لا يمكن أن ينشأ من التداول وبالتالي لكي يتم تكوينه يجب أن يحدث شيء ما غير مرئي في التداول نفسه. وفقًا لماركس يُحدد العمل قيمة السلعة ويوضح ذلك بمثال قطعة من الجلد، يشرح ماركس بعد ذلك كيف يمكن للبشر زيادة قيمة سلعة ما من خلال وسائل العمل. يزيد تحويل الجلد إلى أحذية طويلة من قيمة الجلد لأنه يتم الآن تطبيق المزيد من العمالة على الجلد. ثم يشرح ماركس تناقض الصيغة العامة. لا يمكن إنشاء رأس المال من التداول لأن التبادل المتساوي للبضائع لا ينتج عنه قيمة زائدة والتبادل غير المتكافئ للسلع يغير توزيع الثروة لكنه لا ينتج فائض القيمة. لا يمكن إنشاء رأس المال بدون تداول. كتب ماركس: 
 ومع ذلك لا تزال هناك «نتيجة مزدوجة»، وهي أن الرأسمالي يجب أن يشتري السلع بقيمتها، ويبيعها بقيمتها، ومع ذلك ينهي العملية بأموال أكثر مما كانت عليه في البداية. يبدو أن الربح ينشأ من داخل وخارج المعادلة العامة.

##### القسم الثالث: شراء وبيع قوة العمل
في القسم الأخير من الجزء الثاني يبحث ماركس عن قوة العمل كسلعة. تعتمد قوة العمل الموجودة في السوق على نقطتين أساسيتين أولهما: أن العمال يجب أن يعرضوها للبيع المؤقت في السوق، وثانيهما: يجب ألا يمتلك العمال وسائل معيشتهم.
طالما أن قوة العمل تباع مؤقتاً فالعامل لا يُعتبر عبداً. يضمن اعتماد العامل على وسيلة للعيش قوة عاملة كبيرة ضرورية لإنتاج رأس المال. تمثل قيمة العمل المشتراة في السوق كسلعة مقداراً محدداً من العمل الضروري اجتماعياً المحدد في العامل، أو كما قال ماركس: وقت العمل الضروري لإنتاج [العامل].
مما يعني الغذاء والتعليم والمأوى والصحة...إلخ المطلوبة لعيش عامل وإعالة أسرته. يحتاج الرأسماليون لاتحاد بين العمال ووسائل إنتاجهم لخلق بضاعة يمكن بيعها ويحتاج العمال إلى الرأسماليين لتوفير أجر يدفع مقابل توفير وسائل العيش. في نمط الإنتاج الرأسمالي من المعتاد أن تأخذ أجرك مقابل قوة العمل التي قدمتها خلال فترة زمنية محددة بموجب عقد.

### الجزء الثالث: إنتاج فائض القيمة المطلق

#### الفصل الخامس: عملية العمل وعملية إنماء القيمة

##### القسم الأول: عملية العمل
هناك جانبان لعملية العمل فهناك مشتري قوة العمل أو رأسمالي وهناك العامل. بالنسبة للرأسمالي يمتلك العامل قيمة استعمالية واحدة وهي قيمة قوة العمل. يشتري الرأسمالي من العامل قوة عمله أو قدرته على القيام بعمل ولقاء ذلك يحص العامل على أجره أو قوت عيشه.
يصف ماركس عملية العمل:
 أي أن العامل ليُنتج المادة قد نقل إليها عمله وبالتالي أعطاه قيمة العمل.
في ظل الرأسمالية يمتلك الرأسمالي كل شيء في عملية الإنتاج مثل المواد الخام التي تتكون منها السلعة ووسائل الإنتاج وقوة العمل (العامل). في نهاية عملية العمل يمتلك الرأسمالي نتائج العمل ولا يملك العُمال المُمنتجون شيء. بما أن الرأسمالي يمتلك كل شيء في عملية الإنتاج فهو حر في بيعه لتحقيق ربحه الخاص. يريد الرأسمالي أن ينتج السِلع القادر على بيعها من جهة ومن جهة ثانية يريد أن ينتج سلعة أكبر في قيمة العمل المُستخدم لإنتاجها وهذا شيء لا يتم إلاّ من خلال دمج قوة العمل بوسائل الإنتاج ويكون فيها هدف الرأسمالي إنتاج القيمة الإستعمالية والقيمة مضافاً إليهما القيمة المضافة.

##### القسم الثاني: عملية إنماء القيمة
هدف الرأسمالي هو إنتاج فائض القيمة. لكن إنتاج هذا الفائض أمر صعب إذا بِيعتْ جميع البضائع بسعرها الحقيقي فهنا لا يمكن تخقيق الربح. لا يمكن أن تنشأ القيمة الزائدة عن شراء مواد الإنتاج بسعر منخفض ثم بيع السلعة يقيمة أعلى. ويرجع ذلك إلى القانون الاقتصادي لسعر واحد والذي ينص: 
 ما يعنيه هذا القانون هو أن الربح لا يمكن أن يتحقق ببساطة من خلال شراء وبيع البضائع. ستجبر تغيرات الأسعار في السوق المفتوحة الرأسماليين الآخرين على تعديل أسعارهم من أجل أن يكونوا أكثر قدرة على المنافسة.
إذاً من أين تنشأ فائض القيمة؟ بكل بساطة، ينشأ أصل فائض القيمة من العامل. لفهم كيفية حدوث ذلك بشكل أفضل ضرب ماركس مثالاً: يستأجر الرأسمالي عاملاً لغزل عشرة باونات من القطن في الغزل. لنفترض أن قيمة القطن دولار واحد للباون ما يعني أنّ القيمة الإجمالية للقطن 10 دولارات. تتسبب عملية الإنتاج بشكل طبيعي في تآكل الماكينة المستخدمة للمساعدة في إنتاج الغزل ولنفترض أن هذا التآكل من الآلات يكلف الرأسمالي دولارين. وبذلك فإن قيمة قوة العمل ثلاثة دولارات في اليوم. افترض الآن أيضًا أن يوم العمل هو ست ساعات. في هذا المثال قإن قيمة الإنتاج 15 دولاراً وتُكلف أيضاً الرأسمالي 15 دولاراً، وبالتالي لا يوجد ربح.
الآن لننظر للعملية مرة أخرى، ولكن هذه المرة يكون يوم العمل 12 ساعة، في هذه الحالة يَنتُج 20 دولار من 20 باون من القطن. إن تلف الآلات يكلف الرأسمالي الآن أربعة دولارات. لكن لا تزال قيمة قوة العمل ثلاثة دولارات فقط في اليوم أي أنّ عملية الإنتاج بأكملها تكلف الرأسمالي 27 دولاراً. والآن يمكن للرأسمالي الآن بيع الغزل مقابل 30 دولار، ذلك لأن الغزل لا يزال يحتفظ بوقت العمل الضروري اجتماعيًا لمدة 12 ساعة (ما يعادل ستة دولارات).
المفتاح إلى ذلك هو أن العُمال يُبادلون قوة عملهم مقابل وسيلة للعيش. في مثال ماركس فإن وسائل العيش لم تتغير وبالتالي لا يزال الأجر 3 دولارات فقط في اليوم. لاحظ أنه بينما لا يكلف العمل سوى 3 دولارات للرأسمالي فإن قوة العمل تنتج 12 ساعة من وقت العمل الضروري اجتماعيا. يكمن سر القيمة الزائدة في حقيقة أن هناك فرقاً بين قيمة قوة العمل وما يمكن أن تنتجه قوة العمل في فترة زمنية معينة حيث يمكن أن تنتج قوة العمل أكثر من قيمتها الخاصة.
من خلال العمل أثناء عملية الإنتاج يحافظ العامل على قيمة المادة ويضيف لها قيمة جديدة. تضاف هذه القيمة بسبب العمل الضروري لتحويل المادة الخام إلى سلعة. وفقاً لماركس فالقيمة موجودة فقط في قيم الاستخدام. إذاً فكيف ينقل العامل القيمة إلى سلعة؟ لأن العامل الذي يُنظر إليه على أنه فقط الوجود المادي لقوة العمل هو موضوع طبيعي لأي هو «شيء» على الرغم من أن الشيء الحي والواعي والعمل هو المظهر المادي لتلك القوة. من أجل إنتاج سلع ذات قيمة فائضة يجب أن يتوفر شرطان أساسيان هما: أن يكون الإنسان بضاعة حية، سلعة تنتج قوة العمل وأن تكون طبيعة قوة العمل موجودة لإنتاج أكثر من قيمتها الخاصة.

#### الفصل السادس: رأس المال الثابت ورأس المال المُتغير
يشرح ماركس في هذا الفصل الطابع المُزدوج للعمل الذي يقوم به العامل حيث يُعطي القيمة لوسيلة الإنتاج من خلال ما يُنتجه؛ فالعامل في القطن والغزِل يُعطي قيمة لوسائل الإنتاج وللخيوط من خلال المنتوج الذي يحصل عليه بعد إضافة ساعات العمل لهم، لكنه بنفس الوقت لا يقوم بوظيفتين في آنٍ واحد فلا يؤدي وظسفة لزيادة قيمة وسائل الإنتاج ووظيفة أُخرى لزيادة قيمة المنتوج بل إنّه يصون القيمة القديمة لوسائل الإنتاج بما يضيفه لها من قيمة جديدة. والعامل هنا لا يضيف القيمة الجديدة لإنه يعمل بالغزل أو بالحدادة أو بأي شيء آخر، بل إنّه يضيف القيمة الجديدة من خلال عمل اجتماعي مجرد بشكل عام.
يوّضح ماركس هنا أن قيمة وسائل الإنتاج ستتغير مع مرور الوقت وربّما تُصنع آلة تساعد العامل على إنجاز عمل يومي مكافئ لما كان يُنجزع في ست أيام قبل صناعة الآلة؛ لكن ورغم ذلك فإن التغيير في قيمة وسائل الإنتاج لا يُغيير شيئاً من طابعها كقيمة لرأس المال الثابت كما وأنّها لا تُغيير النسبة بينها وبين رأس المال المُتغير وهو المُنتج وبمعنى آخر فإن الإختلاف الوظيفي والجوهري بن هذيين النوعيين من رأس المال لا يمسه اختلاف.

#### الفصل السابع: معدل فائض القيمة
عندما يبدأ الرأسماليون الإنتاج فإنهم ينفقون أموالهم في البداية على مدخلين هما رأس المال الثابت (ث) ورأس المال المُتغير (م) أس يمكن التعبير رأس المال بالمعادة الآتية:
(ر = ث + م). إن رأس المال الثابت ليس أكثر من وسيلة إنتاج (مصانع، آلات، مواد أولية، إلخ). رأس المال الثابت له قيمة ثابتة يمكن تحويلها إلى سلعة، على الرغم من أن القيمة المضافة للسلعة لا يمكن أن تكون أبداً أكثر من قيمة رأس المال الثابت نفسه. يأتي مصدر فائض القيمة بدلاً من ذلك من رأس المال المتغير أو قوة العمل. قوة العمل هي البضاعة الوحيدة القادرة على إنتاج قيمة أكبر مما تمتلكه.
يحدث تراكم رأس المال بعد اكتمال عملية الإنتاج. معادلة تراكم رأس المال هي ر- = (ث+ م) + ف. هنا حيث ر- هي القيمة التي تم إنشاؤها أثناء عملية الإنتاج وهي تساوي تساوي رأس المال الثابت (ث) بالإضافة إلى رأس المال المتغير (م) بالإضافة إلى مقدار إضافي من القيمة الفائضة (ف) التي تنشأ من رأس المال المتغير. يقول ماركس أن فائض القيمة: هو مجرد كمية مجمدة من فائض وقت العمل.

#### الفصل الثامن: يوم العمل
لفهم كل هذه الأفكار يجب على فهم أن يوم العمل يحتوي على جزأين: جزء هو الوقت اللازم لإنتاج قيمة قوة العمل العمالية وجزء هو وقت العمل الفائض الذي يعنل به العامل دون أجر؛ ولكنه ينتج قيمة للرأسمالي. معدل فائض القيمة هو نسبة فائض وقت (أوقات) العمل إلى وقت العمل الضروري كما يشير إليه ماركس بالعلاقة وقت العمل الفائض مقسوماً على وقت العمل الضروري وهو نفسه معدل الاستغلال.
غالبًا ما يزيد الرأسماليون من أرباحهم عن طريق التلاعب بمعدل فائض القيمة الذي يمكن تحقيقه من خلال زيادة وقت العمل الفائض. يشار إلى هذه الطريقة على أنها إنتاج فائض القيمة المطلقة. في هذه الحالة، يقوم الرأسماليون فقط بزيادة طول يوم العمل. على الرغم من وجود قيود مادية على يوم العمل مثل الاحتياجات البشرية العامة إلا أن يوم العمل ليس ثابتاً. هذا يعطي مرونة لتزيادة عدد ساعات العمل يومياً.
هذه المرونة في ساعات العمل تؤدي إلى صراع طبقي بين الرأسمالي والعامل. يجادل الرأسمالي بأن لديهم الحق في استخراج كل القيمة من عمل يوم واحد لأن هذا هو ما اشتروه. في النقيض من ذلك فإن العامل يطالب بيوم عمل محدود. يجب أن يكون العامل قادرًا على تجديد قوة عمله حتى يمكن بيعها مرة أخرى. يرى الرأسمالي العمل لساعات أقل على أنه سرقة من رأس المال ويرى العامل العمل لساعات طويلة على أنه سرقة من وقت العمل الاجتماعي. يمكن رؤية هذا الصراع الطبقي عبر التاريخ، وفي النهاية تم وضع قوانين مثل قوانين المصانع للحد من طول يوم العمل وعمالة الأطفال. أجبر هذا الرأسماليين على إيجاد طريقة جديدة لاستغلال العمال.

#### الفصل التاسع: معدل وكتلة فائض القيمة
ينطلق ماركس في هذا الفصل كما في غيره من الفصول من فرضية أنّ قيمة فوة العمل هي مقدارٌ ثابت ليصل من خلال هذه الفرضية لنتيجة مفادها أنّ كتلة فائض القيمة المُنتجة مُساوية لنتيجة عملية الضرب بين فائض القيمة المُقدم من قبل عامل واحد خلال يوم العمل وعدد العمال المُستخدمين.ينتج عن هذا الإستنتاج القانون الآتي «إنّ كتلة فائض القيمة التي يتم إنتاجها تساوي مقدرا رأس المال المتغيير المدفوع سلفاً مضروباً بمعدل فائض القيمة؛ أو بتعبير آخر فإن كتلة فائض القيمة تتحدد بالعلاقة الجامعة بين عدد قوى العمل التي يستغلها رأسمالي واحد في آنٍ معاً، ودرجة استغلال كل قوة عمل فردية»
فإذا رمزنا لكتلة فائض القيمة بـ «ف» وكتلة فائض القيمة التي ينتجه عامل واحد بيوم عمل «فَ» وإلى رأس المال المُتغير المدفوع سلفاً بـ «م» ورأس المال المتغيير الكلي «مَ» والقيمة الوسيطة لقوة العمل بـ «س» ودرجة استغلال قوة العمل هو «ع: العمل الفاض مقسوماً على ض:العمل الضروري»؛ وعدد العمال المستخدمين هو «ن»
وبذلك تكون كتلة فائض القمية (ف) = فَ م
 {\displaystyle \times } (مَ)
أو بعلاقة أخرى فإن (ف) = س {\displaystyle \times } ع ض
 {\displaystyle \times } ن
يتابع ماركس الشرح عن معدل فائض القيمة ليصل للقانون الثاني وهو أنّ الحد المطلق ليوم العمل الوسطي هو أقل من 24 ساعة بحكم الطبيعة مما يضع حداً مطلقاً بوجه التعويض عن اخفاض رأس المال المُتغير من خلال رفع معدل فائض القيمة. ومن عاملي معدل فائض القيمة ومقدار رأس المال المُتغير المدفوع سلفاً ينشأ القانون الثالث؛ فإذا كانا معلومين فسيصبح واضحا أنّهُ كلما تعاظم رأس المال المتغير ستتعاظم معه كتلتا القيمة وفائضها المُنتجين.

### الجزء الرابع: إنتاج فائض القيمة النسبي

#### الفصل العاشر: مفهوم فائض القيمة النسبي
آ ـــــــــــــــــ ب ــــــــ ج 
يُعبر الخط المستقيم من آ إلى ب وقت العمل اللازم ومن ب إلى ج وقت العمل الفائض. مع العلم أن قيمة قوة العمل هي: وقت العمل الضروري لإنتاج قوة العمل. إن الأهمية القصوى لماركس هي [ج] أي كيف يمكن زيادة إنتاج فائض القيمة وكيف يمكن إطالة فائض وقت العمل، دون أن يشعر العامل بذلك أو بشكل مستقل عن أي إطالة للخط الواصل بين آ وج؟ يعتبر ماركس أنّ مصلحة الرأسمالي تقسيم يوم العمل على النحو التالي:
آ ــــــــــــــــ ب- ـــ ب ــــــــ ج
هذا يُظهر أن كمية الوقت الفائض في العمل تزداد بينما تُقلل كمية وقت العمل اللازم. يدعو ماركس هذا الانخفاض في العمالة الضرورية وزيادة فائض القيمة على أنهما فائض نسبي في القيمة بينما عندما يكون هناك إطالة فعلية في يوم العمل ويتم إنتاج فائض القيمة هذا يسمى فائض القيمة المطلق. ولكي يحدث هذا فلا بدّ من زيادة انتاجية العمل، وفقاً لماركس، فإن الدافع الدائم لرأس المال هو زيادة إنتاجية العمل مما يؤدي إلى انخفاض قيمة السلع وهنا تتناقص قيمة وسائل عيش العامل ما يؤدي إلى انخفاض قيمة قوة عملها.

#### الفصل الحادي عشر: التعاون
يصف ماركس التعاون بأنّه يحدث عندما يعمل العديد من العمال معًا جنبًا إلى جنب وفقًا لخطة سواء في نفس العملية أو في عمليات مختلفة ولكنها متصلة. يقلل التعاون أيضًا من الوقت اللازم لإكمال مهمة معينة. يقول ماركس: 
 إن جهد الرأسمالي لتنظيم التعاون هو ببساطة لأسباب تتعلق بزيادة الإنتاج. لكن ماركس يسارع لملاحظة أن القوى الجماعية لم تُنشأ بواسطة رأس المال بل كانت موجودة في التاريخ والقول بنشوئِها الرأسمالي هو تويه ليس إلاّ فقد وجد هذا النوع من التعاون في بعض المجتماعات الآسيوية والأفريقية كالمصريين والهنود ويرجع وجود هذا النوع من التكافل في تلك المجتمعات للملكية الجماعية لشروط الإنتاج من جهة وعدم فك الغرتباط بين الإنسان وقبيلته من جهة ثانية.

#### الفصل الثاني عشر: تقسيم العمل والتصنيع اليدوي

##### القسم الأول: التصميم المزدوج للتصنيع اليدوي
يشرح ماركس في هذا القسم التصنيع اليدوي أو الـ: «مانيفاكتورة» (بالإنجليزية: Manufacture)‏ كطريقة إنتاج سواء شارك فيها العمال العاديون أم الحرفيون المختصون بهذه المهام. ويستشهد عل ذلك بمثال العربة حيث يُجمع العديد من العمال المختصون المهرة معاً لإنتاج الأجزاء ذات الجودة العالية وهذا يساهم في الإنتاج الكلي للسلعة. أيضاً هناك طريقة أخرى ينشأ بها هذا النوع من التقسيم وهو عن طريق توزيع حرفة يدوية واحدة إلى عدة مجالات متخصصة مما يؤدي إلى مزيد من التقسيم للعمل.

##### القسم الثاني: العامل الجزئي وأدواته
في هذا القسم يجادل ماركس بأن العامل الذي يؤدي مهمة واحدة فقط طوال حياته سيؤدي وظيفته بمعدل أسرع وأكثر إنتاجية مما يجبر رأس المال على تفضيل العامل المتخصص على العامل العادي إضافة لأن العامل المتخصص بمهمة واحدة فقط يكون أكثر قدرة على استخدام آلاته التخصصية في الإنتاج ورغم أن الآلات غير قادر على القيام بالعديد من الأعمال إلاّ أنّ آدائها لمهمتها الواحدة يكون جيداً وبطريقة أكثر كفاءة من الحرفي التقليدي الذي يستخدم أدوات متعددة الأغراض لإنجاز مهمات محددة.

##### القسم الثالث: الشكلان الأساسيان للتصنيع اليدوي: التصنيع المتنافر والتصنيع العضوي
يشرح ماركس هنا تقسيم العمل داخل الإنتاج مما يُنتج تسلسلاً هرمياً للعمالة الماهرة وغير الماهرة وأيضاً يتسبب في تباين في الأجور. رفم ذلك ووفقاً لماركس فإن هذا التقسيم داخل عملية العمل يقلل من المهام الجماعية للعمال بشكل جماعي ما يقلل من قوة عملهم.

##### القسم الرابع: تقسيم العمل في مرحلة التصنيع اليدوي وتقسيم العمل في المجتمع
وضع ماركس هذا القسم لتوضيح وجود تقسيم العمل حيث موجود في المجتمع قبل فترة طويلة من تأسيس نمط الإنتاج الرأسمالي. ورغم وجوده إلاّ أن ماركس أكدّ على أنّ تقسيم العمل في ظل رأس المال مُميز لأنّ هدفه هو زيادة معدل وكتلة فائض القيمة وليس إنشاء منتج مشترك للعمال المتخصصيين.

##### القسم الخامس: الطابع الرأسمالي للتصنيع اليدوي
يناقش ماركس هنا الصراع الطبقي المتزايد الناتج عن رأس المال أو في هذه الحالة الناتج عن تقسيم العمل. من خلال خلق هذا التقسيم للعمل يتحول بشكل تلقائي ليظهر كتقسيم الرأسمالي. حسب ماركس فإن تقسيم العمل هو تقسيم فرعي لإمكانيات العمال ويضع قيود على القدرة العقلية والبدنية مما يجعل العامل ومهارته ملتصقين بملكية رأس المال.

#### الفصل الثالث عشر: الآلات والصناعات الكبرى

##### القسم الأول: تطور الآلات
يقوم ماركس بشرح أهمية الآلات بالنسة للرأسماليين وكيف يتم تطبيقها على القوى العاملة. الهدف من إدخال الآلات في القوى العاملة هو زيادة الإنتاج فعندما تزادا الانتاجية تُخفض قيمة السلعة وتُضخم القيمة الزائدة النسبية لأن الآلات تجعل من الوقت الذي يعمل به العامل لأجل وسائل عيشه أقصر وبالتالي تزيد من الوقت الذي ينتجه العامل للرأسمالي.

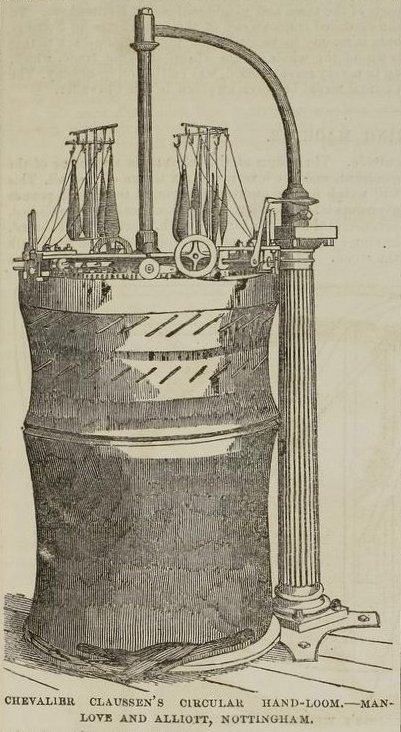
نول كلاوسن الدوار

يناقش ماركس الأدوات والآلات وتطبيقاتها في عملية الإنتاج ويعترف ماركس بأن العديد من الخبراء والإقتصاديين وهو من ضمنهم لا يستطيعون التمييز بين الأدوات والآلات. ويقول أنّهم 
 يواصل ماركس توضيح هذا التفسير الخاطئ للتعريف موضحًا أن بعض الناس يميزون بين الأداة والآلة بالقول 
 ويوضح العيب في هذا النهج بمقارنة مثالين الأول أن المحراث الذي يتم تشغيله بواسطة حيوان سيعتبر آلة وأن نول كلوسن الدائري القادر على النسج بسرعة هائلة يتم تشغيله في الواقع بواسطة عامل واحد وبالتالي يعتبر أداة. يتابع ماركس في الشرح حتّى يُعرّف الآلة بالقول: 
هناك ثلاث أجزاء للآلات المتطورة:
1. بقوم المحرك بتشغيل الآلة سواء كان ذلك محركاً بخارياً أو عجلة مائية أو محركاً حراراياً.
2. آلية الإرسال والعجلات والبراغي والمنحدرات والبكرات. هذه هي الأجزاء المتحركة داخل الآلة.
3. تستخدم آلة العمل نفسها لصنع الشيء الضي صُنعت لأجله.

يعتقد ماركس أن الآداة القائمة بالعمل هي أهم الآلات المتطورة وهي التي بدأت لأجلها الثورة الصناعية في القرن الثامن عشر وحتى اليوم تستمر في تحويل الحرف إلى صناعة.
الآلة قادرة على استبدال العامل الذي يعمل في وظيفة واحدة محددة بأداة واحدة وتقوم بنفس المهمة إضافة لقدرتها على القيام بالعديد من المهام المماثلة بمعدل أسرع بكثير. آلة واحدة تقوم بمهمة واحدة محددة سرعان ما تتحول إلى أسطول من الآلات التعاونية لإنجاز عملية الإنتاج بأكملها. يمكّن هذا الجانب من الأتمتة الرأسمالي من استبدال أعداد كبيرة من العاملين البشريين بآلات تؤدي وظيفة مجموعة كبيرة من العمال المتاحين وهنا يمكن للرأسمالي الاختيار من بين الأشخاص المتاحين قوته البشرية الصغيرة التي يريدها فلم يعد العامل بحاجة إلى أن يكون ماهراً في مهنة معينة لأن وظيفته قد تم تقليصها إلى الإشراف والصيانة لخلفائهم الميكانيكيين.
يعتبر تطوير الآلات دورة مثيرة للاهتمام حيث بدأ المخترعون في اختراع الآلات لإكمال المهام الضرورية وقد نمت صناعة الآلات بشكل أكبر وبدأت جهود العامل في التركيز على إنشاء هذه الآلات وهي الأشياء التي تسرق العمل من مبتكرها. مع تطوير العديد من الآلات زادت الحاجة إلى آلات جديدة لإنشاء آلات قديمة، فمثلاً بدأت آلة الغزل بالحاجة إلى طباعة وصباغة وتصميم محلج القطن. صرّح ماركس أنه بدون المحركات البخارية لم يكن من الممكن تصنيع المكبس الهيدروليكي. وإلى جانب المطبعة ظهرت المخرطة الميكانيكية وآلة قطع الحديد. يفترض العمل نمطاً مادياً للوجود يتطلب استبدال القوة البشرية بالقوة لطبيعية.

##### القسم الثاني: انتقال قيمة الآلات إلى المنتوج
أوضح ماركس في القسم السابق بأن الآلة لا تحل محل الآداة التي يديرها الإنسان بل تتكاثر الأدوات وتتوسع لتُشكل أدوات عمل من صنع الإنسان؛ يذهب العمال الآن إلى العمل ليس للتعامل مع أدوات الإنتاج ولكن للعمل مع الآلة التي تتعامل مع الأدوات. من الواضح أن الصناعة واسعة النطاق تزيد من إنتاجية العمالة إلى درجة غير عادية من خلال دمج كفاءتها السريعة في عملية الإنتاج والنقطة غير الواضحة هنا هي أن هذه الزيادة الجديدة في الإنتاجية لا تتطلب زيادة متساوية في العمل المنفق من قبل العامل أي أن الآلات لا تخلق قيمة جديدة. تقوم الآلة بتجميع القيمة من العمل الذي دخل في إنتاجها وتقوم فقط بتحويل قيمتها إلى المنتج الذي تنتجه حتى يتم استهلاك قيمته.

إن قوة العمل التي يشتريها الرأسماليون هي فقط القادرة على خلق قيمة جديدة وهنا تنقل الآلة قيمتها إلى المنتج بمعدل يعتمد على مقدار القيمة الإجمالية للآلة، يقول ماركس: 
 القاعدة العامة للآلة هي أن العمل المستخدم في إنشائها يجب أن يكون أقل من مقدار العمل البشري الذي تؤدي وظيفته في عملية الإنتاج وإذا لم يتحقق ذلك فإن الآلية لن تكون فعالة في زيادة فائض القيمة بل ستخفضها. هذا هو السبب في عدم اختيار بعض الآلات لتحل محل العاملين البشريين الفعليين لأنها لن تكون فعالة من حيث التكلفة.

##### القسم الثالث: التأثيرات المباشرة للنتاج الآلي على العامل

###### (آ) استحواذ رأس المال على قوى عمل اضافية. عمل النساء والأطفال
يشير ماركس إلى أنّه نظراً لتقليل الآلات من الاعتماد على القوة البدنية للعامل فإنها بذلك تمكن النساء والأطفال من القيام بأعمال لم يكونوا سابقاً قادرين على القيام بها وكانت مقتصرة فقط على الرجال وبالتالي فإنه يقلل من قيمة قوة عمل الفرد عن طريق إدخال عدد أكبر من العمال المحتملين إلى مجموعة العمال القابلة للاستغلال.

###### (ب) إطالة يوم العمل
يصف القسم الثاني قدرة الآلة على تقليل وقت العمل اللازم لإنتاج سلعة فردية من خلال زيادة الانتاجية. ورغم آلية الآلة إلاّ أنّهُ نظراً للحاجة إلى استرداد النفقات الرأسمالية المطلوبة لإدخال آلة معينة، يجب تشغيلها بشكل منتج لأطول فترة ممكنة كل يوم.

###### (ج) تشديد العمل
يناقش ماركس كيف تؤثر الآلة على تكثيف العمل رغم إدخال قوانين جديدة للمصانع للحد من طول يوم العمل؛ إلاّ أنّ هذه القوانين لم تُغيير شيئاً لوقف الدافع لمزيد من الكفاءة. فقد نُقل التحكم بأدوات العمال من العُمال إلى الآلات ونظراً لأن الآلات يتم تكييفها وتبسيطها باستمرار فإن التأثير هو تشديد متزايد باستمرار لنشاط عمل العامل.

##### القسم الرابع: المصنع
يبدأ ماركس الفصل بوصف المصنع من وجهتي نظر: 
 ومن جهة ثانية: 
يوضح هذا الوصف المزدوج خصائص العلاقة بين الجسم الجماعي لقوة العمل والآلة ففي الوصف الأول يُنظر إلى العمال أو قوة العمل الجماعية على أنّها كيانات منفصلة عن الآلة، بينما في الوصف الثاني يُنظر للآلة على أنّها القوة المهيمنة حيث تكون قوة العمل الجماعي مجرد ملاحق لآلة التشغيل الذاتي. يستخدم ماركس الوصف الأخير لعرض خصائص نظام المصنع الحديث في ظل الرأسمالية.
في المصنع تختفي أدوات العامل وتنتقل مهارة العامل إلى الآلة؛ وهنا يظهر تقسيم العمل والتخصص والمهارات بشكل أكثر استغلالاً للإنتاج الرأسمالي (لا يزال العمل منظمًا في مجموعات تعاونية). يتكون العمل في المصنع عادة من مجموعتين هما الأشخاص الذين يعملون على الآلات وأولئك الذين يعتنون بالآلات وهناك المجموعة الثالثة خارج المصنع هي فئة متفوقة من العمال المدربين على صيانة وإصلاح الآلات.
يبدأ العمل في المصنع منذ الطفولة للتأكد من أن الشخص قد يتكيف مع الحركات المنهجية للآلة المؤتمتة وبالتالي زيادة إنتاجية الرأسمالي. يصف ماركس هذا العمل بأنه مرهق للغاية للجهاز العصبي وخالي من النشاط الفكري. يحرم العمل في المصنع العمال من ظروف العمل الأساسية مثل الهواء النقي والضوء والحماية. يُنهي ماركس هذا القسم بالسؤال عما إذا كان تشارلز فورييه محقاً عند وصفه للمصانع بالأشغال الشاقة المخففة.

##### القسم الخامس: الصراع بين العامل والآلة
بدأ ماركس في هذا القسم بملخص للثورات العمالية ضد فرض أدوات الإنتاج الآلية، وقد لاحظ أنّه وبحلول أوائل القرن التاسع عشر فقد أدى إدخال الآلات مثل طاحونة الأشرطة ومعدات تصنيع آلية مُشابهة إلى تدمير كبير للآلات قامت بها حركة لاضية، هذه الهجمات بدورها أعطت الحكومة في ذلك الوقت ذريعة لشن حملات صارمة. يجادل ماركس بأنه «لم يستغرق الأمر وقتًا وخبرة قبل أن يتعلم العمال التمييز بين الآلات وتوظيفهم من خلال رأس المال، وبالتالي نقل هجماتهم من الأدوات المادية للإنتاج إلى شكل المجتمع الذي يستخدم تلك الأدوات».
يصف ماركس الآلة بأنها أداة العمل المُحافظة على النط المادي لوجود الرأسماليين. تتنافس الآلة مع العامل مما يقلل من قيمة استخدام قوة العمل البشرية ويشير ماركس أيضاً إلى أن التقدم في تكنولوجيا الآلات أدى إلى استبدال العمل الأقل مهارة بالعمل الأكثر مهارة مما أدى في النهاية إلى تغيير في الأجور. فأثناء تقدم الآلات انخفض عدد العمال المهرة بينما ازدهرت عمالة الأطفال مما أدى إلى زيادة أرباح الرأسمالي.

##### القسم السادس: نظرية تعويض العمال اللذي تزيحهم الآلات
يتطرق ماركس في هذا القسم على الخطأ داخل نظرية التعويض للاقتصاديين السياسيين مثل جيمس مل وجون ستيورات ميل فوفقاً لهذه النظرية فإن إزاحة العمال بواسطة الآلات سيحرر بالضرورة مقداراً متساوياً ومستقراً من رأس المال المتغير ليُستخدم كأجور للعمال المزاحين عن العمل. لكن ماركس جادل بأن إدخال الآلات هو ببساطة تحول لرأس المال المتغير إلى رأس المال الثابت. لا يمكن استخدام رأس المال المُحرر لتعويض العمال حيث أن إزاحة رأس المال المتغير المتاح تصبح متجسدة في الآلات المشتراة.
إن رأس المال الذي سيُوفر للتعويض سيكون أقل من رأس المال الذي استُخدم سابقاً لشراء قوة عمل العمال، إضافة لذلك يتم توجيه ما تبقى من رأس المال المتغير المتاح نحو توظيف عمال لديهم مهارات الخبرة لتشغيل الآلات الجديدة مما يؤدي لاستخدام الجزء الأكبر من رأس المال كرأس مال ثابت ويتبع ذلك بالضرورة انخفاض رأس المال المتغير. نتيجة للآلات فالعمال الخاسرين لوظائفهم لا يُعوضون بسرعة من خلال التوظيف في الصناعات الأخرى وبدلاً من ذلك يُجبرون على الدخول في سوق عمل موسع في وضع غير موات ومتاح يساهم باستغلال رأسمالي أكبر دون القدرة على الحصول على وسائل العيش من أجل البقاء.
جادل ماركس أيضاً بأن إدخال الآلات قد يزيد من فرص العمل في الصناعات الأخرى لكن هذا التوسع «لا يشترك في أي شيء مع ما يسمى بنظرية التعويض». ستؤدي زيادة الإنتاجية بالضرورة إلى توسع الإنتاج في المجالات أُخرى توفر المواد الخام. وبصورة عكسية ستؤدي الآلات التي ستُدخل إلى الصناعات المُنتجة للمواد الخام إلى زيادة في وسائل إنتاج تلك الصناعات. إن استخدام الآلات يؤدي لإنتاج فائض قيمة أكبر مما يُحتم زيادة ثروة الطبقات الحاكمة وزيادة سوق العمل وبالتالي إنشاء صناعات جديدة. يستشهد ماركس بنمو صناعة الخدمات المنزلية والتي تٌعادل لمزيد من العبودية من قبل الطبقات المستغلة.

##### القسم السابع: نبذ وجذب العمال مع تطور المصنع الآلي. الأزمات في الصناعات القطنية
إن اعتذار الاقتصاديين السياسيين عن تشريد العمال بسبب استخدام الآلات سيتضمن وعوداً بوجود فرص توظيف أكثر. يُسارع ماركس إلى الاستشهاد بمثال صناعة الحرير حيث يظهر انخفاض فعلي في القوى العاملة بالتزامن مع زيادة الآلات الموجودة ومن ناحية ثانية فإن الزيادة في عدد عمال المصانع لم تكن إلاّ ظاهرياً فقط فقد اتضح أنّها ناتجة عن الضم التدريجي لفروع الصناعة المجاورة وبناء المزيد من المصانع أو توسيع المصانع القديمة في صناعة معينة.
يجادل ماركس بأن الزيادة في عمال المصانع أمر نسبي لأن إزاحة العمال تخلق فجوة أوسع نسبياً بين زيادة الآلات والانخفاض المتناسب في العمالة المطلوبة لتشغيل تلك الآلات. يؤدي التوسع المستمر للرأسمالية والتطورات التقنية التي تلت ذلك إلى توسع الأسواق حتى تصل إلى جميع أنحاء العالم وبالتالي خلق دورات من الازدهار الاقتصادي والأزمات. أخيرًا، ينتج عن «النفور والجذب» للعمال كدورة يوجد فيها إزاحة مستمرة للعمال بواسطة الآلات مما يؤدي بالضرورة إلى زيادة الإنتاجية يتبعها توسع نسبي في الصناعة وزيادة توظيف العمالة. هذا التسلسل يجدد نفسه لأن جميع مكونات الدورة تؤدي إلى ابتكار تكنولوجي جديد من أجل «استبدال قوة العمل».

##### القسم الثامن: دور الصناعة الكبرى في تثوير التصنيع اليدوي والحرفة اليدوية والعمل المنزلي

###### (آ) نقض التعاون القائم على الحرفة وتقسيم العمل
يشرح ماركس كيفية إلغاء الآلات للتعاون القائم على الحرفة اليدوية بين العمال ما يؤدي لإزالة تقسيم العمل المبني على قدرة العامل التطبيقية، فمثلاً كان تقسيم العمل القائم على الحرفة اليدوية حسب تعبير آدم سميث بأن يقوم عشر أشخاص بصناعة 68 ألف إبرة يومياً؛ أمّا مع قدوم الآلات فأصبحت آلة واحدة تعمل 11 ساعة وتُنتج 145 ألف إبرة. وبذلك فحلول الآلة محل الإنتاج الحرفي يمكن أن يؤدي لتغيير قاعدة الإنتاج الحِرفي كُلياً.

###### (ب) انعكاس تأثير المصنع على التصنيع اليدوي والعمل المنزلي
إن تطوّر المصانع عن طريق دخول الآلات إليها سيؤدي لتطور يطال باقي قطاعات الإنتاج فتحليل مشاكل عمليات الإنتاج وحلها باستخدام الميكانيك والكيمياء سيؤدي لإعادة تقسيم العمل من جديد وخلافاً للمرحلة السابقة فإن التقسيم الجديد سيحتوي على عمل للإناث والأطفال من كافة الأعمار.
سبب استقدام الأشخاص الأقل عمراً وقوة للعمل يعود للإعتماد على الآلة في هذه المرحلة وحلولها محل القوة العضلية ما يؤدي لسهولة في أداء العمل.

###### (جـ) التصنيع اليدوي الحديث
قدم ماركس في هذا القسم أمثلة توضيحية فقط عن المانيفكتورة الحديثة مثل معالجة المعادن في برمنغهام حيث يعمل النساء والأطفال بجوار مسابك النحاس وفي أشغال الطلاء إضافة لكثير من الأمثلة التي تؤمن للعمال ظروفاً غير صحية.

###### (د) العمل المنزلي الحديث
يشرح ماركس في هذا القسم استغلال رأس المال للعمل المنزلي ويطرح لتوضيح فكرته عدّة أمثلة.مثلاً (بيوت الست (بالإنجليزية: mistresses houses)‏) وهي بيوت النساء اللواتي يعملن وحدهن أو مع أطفالهن فيكون سكنها قريباً من مكان العمل ويستلمن الطلبيات من الصناعيين ليلبوها من خلال العمال اللذين يستأجرهن بعددٍ يتناسب مع حجم مسكنهم ويعمل لديهن الفتيات والنساء وأطفالهم.

###### (هـ) الانتقال من التصنيع اليدوي الحديث والعمل المنزلي للصناعات الكبرة
يشرح ماركس شروط تسريع الثورة على النظام الجديد بسبب طبيعة التقسيم الناشئ، فبسبب طول عمل النهار وقسوة العمل في الليالي يصطدم الإستغلال الرأسمالي بالحدود الطبيعية للعمال وهذا الإصطدام يحتاج وقتاً طويلاً للحدوث.

##### القسم التاسع: التشريع المصنعي (المواد المتعلقة بحماية الصحة والتربية)
(2)

##### القسم العاشر: الصناعة الكبرى والزراعة
يُقدم هذا القسم شرحاً عن طبيعة تأثر الزراعة بالطريقة الجديدة للإنتاج؛ فينما تؤثر الآلات الزراعية في صحة العامل وتزيد عمله سهولة وتعفيه من المصاعب العضلية الكبيرة فإنها بنفس الوقت تحوّل العمال إلى (سكان فائضين) فقد زادت مساحات الآراضي المزروعة بشكل كبير في بعض المناطق مثل كمبريدج بينما تناقص عدد السكان الزراعيين. إن التطور الصناعي يؤدي لتفاعل الصناعة والزراعة في عملية أرقى لكنه أيضاً يحول سكان المدن إلى أغلبية ضاربة فيعرقل التبادل المادي (الأبض) بين الإنسان والأرض، ما يخرق الشرط الطبيعي والأبدي لديمومة خصوبة التربة.

### الجزء الخامس: إنتاج فائض القيمة المطلق وفائض القيمة النسبي

#### الفصل الرابع عشر: فائض القيمة المطلق وفائض القيمة النسبي
يصف ماركس عملية اتخاذ الإجراءات الإنتاجية الفردية للعامل وتحويلها لجهد جماعي، هذا الإجراء يأخذ العامل بعيدًا عن الإنتاج الفعلي للسلعة ويسمح للرأسمالي باستخدام العامل فقط لخلق فائض القيمة. يتم زيادة القيمة الزائدة أولاً من خلال الأساليب المطلقة مثل تمديد يوم العمل ثم من خلال الأساليب النسبية مثل زيادة إنتاجية العمال. هذه الإجراءات هي الأسس العامة للرأسمالية كما وصفها ماركس.
إن تحول العامل من منتج للسلع لاستخدامها في البقاء إلى عامل منتج لفائض القيمة ضروري في التقدم إلى الرأسمالية. في الإنتاج خارج النظام الرأسمالي، ينتج العامل كل ما يحتاجه للبقاء على قيد الحياة وعندما يتجاوز العامل إنتاج ما يحتاجه للبقاء على قيد الحياة يمكنه توفير عمل مقابل أجر وإنشاء جزء من منتج ما؛ تستفيد الرأسمالية من هذا الوقت الإضافي من خلال دفع أجر للعامل أقل من القيمة التي يخلقها. من خلال التصنيع على نطاق واسع ووفورات الحجم يُوضع العمال بشكل تدريجي بعيدًا عن تصنيع المنتجات بأنفسهم ويعملون فقط كجزء من مجموعة كاملة تخلق السلع. وهذا يغير مفهوم العمل المنتج [الإنجليزية] من إنتاج السلع إلى إنتاج فائض القيمة. يكون العامل منتجًا للرأسمالي فقط إذا كان بإمكانه تعظيم فائض القيمة الذي يكسبه الرأسمالي.
لا يكتفي الرأسمالي بتحويل العامل من مُنتج للسلع إلى مُنتج فائض القيمة بل يجب على الرأسمالي أن يبتكر طرقاً جديدة لزيادة الفائض الذي يحصل عليه، ويقوم بذلك من خلال طريقتين:
- الطريقة الأولى أو المطلقة: يمكن للرأسمالي من خلالها زيادة فائض القيمة هي من خلال إطالة يوم العمل بحيث يكون لدى العامل المزيد من الوقت لخلق القيمة.
- الطريقة الثانية أو النسبية: يمكن للرأسمالي من خلالها زيادة فائض القيمة هي إحداث ثورة في التغييرات في طريقة الإنتاج.[37]

إذا كان العامل قادرًا على إنتاج الوسائل لنفسه فقط في الوقت الذي يعمل فيه أثناء النهار فلن يكون هناك وقت إضافي لانتاج فائض القيمة للرأسمالي لذلك يجب على الرأسمالي بعد أن يمكّن العامل من إكمال وقت العمل المدفوع الأجر بسرعة أكبر من خلال الوسائل النسبية أو يجب عليه زيادة يوم العمل بالقيمة المطلقة. بدون هذا التمكين في وجود العمل غير مدفوع الأجر لا يمكن للنظام الرأسمالي الحفاظ على نفسه.
مع فائض العمل الذي يعتمد على أساس طبيعي فإنّه لا توجد عقبات طبيعية تمنع إنساناً من فرض عبء عمله على الآخر. عندما ينظر العامل في الخيارات الممكنة للخروج من الاستغلال الرأسمالي أو «حالة الحيوان» الأولية، فإن أحد الخيارات الواضحة هو أن يصبح رأسمالياً بنفسه وهذا يسمى العمل الاجتماعي الذي يحدث عندما يصبح العمل الفائض لعامل ما ضرورياً لوجود آخر.
يذكر ماركس شرطين طبيعيين للثروة يساعدان في فهم تطور العمل الاجتماعي بمرور الوقت والشرطان هما:
- الثروة الطبيعية في وسائل العيش
- الثروة الطبيعية في أدوات العمل.

بمرور الوقت انتقل المجتمع أكثر من السابق إلى الشرط الثاني. وأصبح ينتج فائض القيمة لكن دون الاهتمام للفكرة ولا من أجل إنتاج الفائض بل من أجل المساعدة.

استخدم ماركس كتابات ديودورس عن المصررين القدماء: 
 ووضعهم كمثال لتوضيح إمكانات المجتمع عندما يكون يملك وقت إضافي لا يجب استخدامه لخلق فائض القيمة فقد عاشوا في أرض خصبة جدًا (ثروة معيشية طبيعية) حتى يتمكنوا من تربية الأطفال بتكلفة منخفضة جدًا وهذا السبب الرئيسي لتزايد عدد السكان، ربّما يعتقد المرء أن جميع الأعمال المصرية العظيمة كانت ممكنة بسبب العدد الكبير من السكان لكن في الواقع فذلك يرجع إلى توفر وقت العمل.

أوضح ماركس أن الدارس للتاريخ ربّما يعتقد أن ثروة طبيعية أكبر من الكفاف ستؤدي إلى نمو أكبر وإنتاج رأسمالي (مثل المصريين) لكن ليس هذا هو الحال مع الرأسمالية. إذن لماذا الرأسمالية قوية جدًا في العديد من البلدان التي لا تملك موارد طبيعية زائدة؟ يكمن الجواب في ضرورة إخضاع قوة طبيعية لسيطرة المجتمع (مثل الري في بلاد فارس والهند أو تدفق المياه في مصر......إلخ)، كما يقول ماركس: 
يعرض ماركس مثالاً على العمالة الفائضة التي تحدث في هذه الظروف المواتية شرح حالة سكان جزر الأرخبيل الآسيوي الشرقية. حيث سيتمكن السكان من إنتاج ما يكفي لتلبية جميع الاحتياجات من خلال اثنتي عشرة ساعة عمل فقط في الأسبوع. وهذا يوفر وقت فراغ كافٍ حتى يترسخ الإنتاج الرأسمالي. وقد يُطلب العمل ستة أيام في الأسبوع وفي هذه الحالة لا يمكن أن يكون هناك تفسير لسبب توفير خمسة أيام إضافية إلاّ لأجل العمل الفائض والقيمة التي سينتجها.
ينتقد ماركس الاقتصادي الشهير ديفيد ريكاردو لعدم تناول قضية فائض القيمة حيث أنّه يأخذ الوقت الكافي لمناقشة أصل فائض القيمة بل إنّه تجاهل القضية برمتها وهو موقف مشابه نفسياً للاقتصاديين الكلاسيكيين مثل جون ستيوارت ميل الذي رأى أن القوة الإنتاجية أو فائض القيمة هي مصدر الأرباح لكنه أضاف أن ضروريات الحياة تستغرق وقتاَ أقل لإنتاجها مما يتطلبه المجتمع وهذا هو السبب الذي يجع من رأس المال يحقق ربحاً، يمضي ميل في التأكيد على أنه لا يمكن الحصول على الربح إلا من القوة الإنتاجية وليس التبادل.
ينتقل النقد التالي لميل إلى النسبة المئوية المكتسبة من العامل. يرى ماركس أنه من «الخطأ تماماً» حقيقة أن نسبة العمالة الفائضة ستكون دائمًا أكثر من الأرباح. هذا يرجع إلى مقدار رأس المال المستثمر. وصف ماركس أفكار ميل بعد دراستها بأنها خداع بصري وهو ينظر في تقدم رأس المال. ينظر ميل إلى العمال ويعتبرهم شكلاً من أشكال الرأسمالية - فهم يقدمون للرأسمالي عملهم في وقت مبكر ويتلقونه في نهاية المشروع للحصول على حصة أكبر.

#### الفصل الخامس عشر: التغيير في مقدرا سعر قوة العمل وفي فائض القيمة
إن قيمة قوة العمل المعروفة أيضًا باسم الأجر، هي مساوية لكمية «ضروريات الحياة التي يطلبها عادة العامل العادي». من خلال إعادة التأكيد على أهمية هذا المفهوم، يبني ماركس أساساً ليستطيع من خلاله البدء في تطوير حجته حول السعر المتغير للعمالة ومن أجل تقديم هذه الحجة ذكر أنه سيتجاهل عاملين معينين للتغيير هما نفقات قوة العمل التي تختلف باختلاف نمط الإنتاج، وتنوع قوة العمل بين الرجال والنساء والأطفال والكبار. ووضع أيضًا افتراضين. الافتراضان اللذان تم إجراؤهما هما:
- إن السلع تباع بقيمتها
- إن سعر قوة العمل قد يرتفع، بين حين وآخر ولكنه لا يهبط دون هذه القيمة قط لكنها[ar 149]

انطلاقاً من هذه الافتراضات بدأ ماركس في صياغة حجته من خلال تحديد العناصر الثلاثة لسعر قوة العمل وهذه الظروف هي:
- طول يوم العمل
- الشدة الطبيعية للعمل
- القدة الانتاجية للعمل.[ar 150]

بصياغة هذه الظروف الثلاثة في مجموعات مختلفة من المتغيرات والثوابت، يبدأ ماركس في توضيح التغيرات الحجم في سعر قوة العمل. غالبية الفصل الخامس عشر مخصص للتركيبات الرئيسية لهذه العوامل الثلاثة.

##### I- مقدار يوم العمل ثابت وشدة العمل ثابتة، قدرة انتاجية العمل متغيرة
بدءً من هذه الافتراضات يوضح أن هناك ثلاثة قوانين تحدد قيمة قوة العمل.
- القانون الأول ينص على أن يوم العمل لعدد معين من الساعات سينتج دائمًا نفس القدر من القيمة. ستكون هذه القيمة ثابتة دائمًا، بغض النظر عن إنتاجية العمل أو سعر السلعة المنتجة.
- القانون الثاني ينص على أن فائض القيمة وقوة العمل يرتبطان ارتباطاَ عكسياً
- القانون الثالث هو أن التغيير في فائض القيمة يأني كنتيجة وليس كسبب.[ar 151]

بالنظر إلى هذه القوانين الثلاثة يشرح ماركس كيف أن إنتاجية العمل كونه متغيراً يغير حجم قيمة العمل. ويشرح ذلك بالقول أن التغيير في حجم فائض القيمة يفترض مسبقاً حركة في قيمة قوة العمل والتي تنشأ عن تغير في إنتاجية العمل. هذا الاختلاف في إنتاجية العمل هو ما يؤدي في النهاية إلى التغيير المتطور في القيمة الذي يقسم بعد ذلك إما من قبل العمال من خلال قيمة العمل الإضافية، أو الرأسمالي من خلال فائض القيمة الزائدة.

##### II- يوم العمل ثابت وقدرة انتاجية العمل ثابتة، شدة العمل متغيرة
شدة العمل هي الإنفاق الذي يضعه العامل في سلعة ما. تؤدي الزيادة في كثافة العمالة إلى زيادة القيمة التي ينتجها العمل وهذه الزيادة التي ينتجها العامل تنقسم مرة أخرى بين الرأسمالي والعامل إمّا بشكل فائض القيمة أو زيادة في قيمة قوة العمل. وربّما يزدادان في وقت واحد إلا أن الإضافة إلى العمل قد لا تكون إضافة إذا كانت الدفعة الإضافية المُستَلمة من الزيادة في شدّة العمل لا تغطي التآكل والتلف الذين يُصيبان العامل.

##### III- قدرة انتاجية العمل وشدته ثابتتان، يوم العمل متغير
في هذا المثال من الممكن تغيير طول يوم العمل إما بإطالة أو تقصير الوقت الذي يقضيه العامل في إنتاج العمل. فإذا تُرك المتغيرين الآخرين ثابتين وقُللّ طول يوم العمل فإن قيمة قوة العمل تبقى ثانبة، وسيؤدي هذاالتقليل من طول يوم العمل إلى تقليل العمالة الفائضة وفائض القيمة.
أمّا في الخيار الثاني فهو تغيير يوم العمل بإطالته. إذا بقيت قوة العمل على حالها مع يوم عمل أطول فإن فائض القيمة سيزداد نسبياً وبشكل مطلق وستنخفض القيمة النسبية لقوة العمل حتّى لو لم تنخفض بشكل مطلق. مع إطالة يوم العمل وبقاء السعر الاسمي على حاله فمن المحتمل أن ينخفض سعر قوة العمل والقيمة تُقدر على أنّها ما ينتجه العامل وسيؤثر يوم العمل الأطول على الإنتاج وبالتالي القيمة.
من الجيد افتراض أن المتغيرات الأخرى تظل ثابتة لكن التغيير في يوم العمل مع ثبات في العناصر الأُخرى لن تؤدي إلى النتائج المفترضة هنا وإن تغيير يوم العمل من قبل الرأسماليين سيؤثر بالتأكيد على إنتاجية العمل وكثافته.

##### IV- تغيير مدّة العمل وقدرته الإنتاجية وشدته، في آن واحد معاً
في العالم الحقيقي فإنّه من المستحيل عزل كل جانب من جوانب العمل ربّما يختلف مُتغيران أو حتى ثلاثة في جوانب مختلفة. فمثلاً يمكن للمرء أن يتحرك لأعلى بينما يتحرك شخص آخر لأسفل أو في نفس الاتجاه والمجموعات الناشئة عن هذه الأمثلة لا حصر لها. لكن ماركس اقتصر على حالتين:
- «هبوط القدرة الإنتاجية للعمل مع تمديد يوم العمل في آنٍ واحدٍ معاً» هذا المثال هو أحد الأمثلة حيث يعمل العمال لساعات أطول مع إيلاء اهتمام أقل أو تفاني أقل في العمل والإنتاجية بدورها تنخفض أو تقل ما يعني أنّ زيادة يوم العمل كان لتحقيق نفس الناتج. لذلك سيستمر حجم هذه التغييرات في مسارها مما يتسبب في أيام عمل أطول وأطول مع إنتاجية أقل حتى يتوقف النظام عن تحمل المزيد.[ar 155]
- «زيادة شدة العمل مع ثدرته الإنتاجية مع تقليص يوم العمل في آن واحدٍ معاً» ترتبط الإنتاجية والكثافة ارتباطاً وثيقاً وتقدم نتائج مماثلة. ستؤدي زيادة الإنتاجية والكثافة إلى زيادة الإنتاج مما يتيح ليوم العمل أن يكون أقصر لأنهم سيحققون قوتهم الضرورية. يمكن أن يتقلص يوم العمل عدة مرات طالما أن العناصر الأخرى تستجيب بشكل إيجابي لهذا التقلص.[ar 156]

يتأثر سعر قوة العمل بالعديد من الأشياء التي يمكن تحليلها. تم تقسيم العناصر الرئيسية الثلاثة - الكثافة والإنتاجية وطول يوم العمل - وتحليلها بشكل منفصل ثم معاً. من خلال الأمثلة المقدمة لمعرفة أو توّقع ما يمكن أن يحدث في جميع الجوانب.

#### الفصل السادس عشر: صيغ مختلفة لمعدل فائض القيمة
يٌقدم ماركس الصيغ المُعبرة عن فائض القيمة بثلاثِ مراحل:
- أولاً:

فائض القيمة (ف)رأس المال المُتغير (م)
 = فائض القيمةقيمة قوة العمل
 = العمل الفائضالعمل الضروري

حيث تُمثل العلاثة الثالثة التناسب بين مدتين زمنيتن بينما العلاقيتن السابقتين تُمثلان التناسب بين القيم؛ وهذه العلاقات دقيقة مفهومياً وهذا سبب استخدامها في الإقتصاد الكلاسيكي
- ثانياً:

العمل الفائضيوم العمل
 = فائض القيمةقيمة المنتوج
 = المنتوج الفائضالمنتوج الكلي

حسب ماركس فإن جميع هذه الصيغ المذكوررة في «ثانيا» لا تُمثل حجم استغلال العُمال واعتبر أن هذه الصيع هي مُمثلة لتقاسم الرأس مالي والعامل ليوم العمل؛ ويرى ماركس أن التناسب لا يمكن أن يُحقق قيمة 100100 لكنه ممكن فيما يخص معدل فائض القيمة لمعرفة الدرجة الحقيقية للإستغلال، وبناءً عليه فإن التناسب يجب أن يكون العمل الفائضيوم العمل = فائض القيمةالقيمة المُنتجة جديثاً 
- ثالثاً:

فائض القيمةقيمة قوة العمل
 = العمل الفائضالعمل الضروري
 = العمل غير مدفوع الأجرالعمل مددفوع الأجر

ويعتبر ماركس أنّه لم يعد بوسع الرأسماليين خداعنا بصيغة العمل غير مدفوع الأجرالعمل مددفوع الأجر فهذه ليست إلاّ صيغة مُبسطة لعلاقة العمل الفائضالعمل الضروري

### الجزء السادس: الأُجور

#### الفصل السابع عشر: تحول قيمة، وبالتالي، سعر قوة العمل إلى أجور
يناقش ماركس في هذا الفصل كيفية تحويل «قيمة قوة العمل في شكلها لأُجور». يهدف شكل الأجور إلى إخفاء تقسيم يوم العمل إلى عمل ضروري (عمل بقيمة قوة العمل) وعمل زائد (عمل موجه بالكامل نحو ربح الرأسمالي). بعبارةٍ أُخرى فهو يوّضح العمل بأجر وبدون أجر. يشعر العامل في هذه الحالة كما لو أنه يستخدم عمله كوسيلة لإنتاج فائض لاستهلاكه الخاص في حين أن قوة عمله قد تم شراؤها بالفعل من قبل الرأسمالي وهو يعمل فقط كوسيلة لإنتاج فائض القيمة للرأسمالي.
هناك نوعان مختلفان من الأجور المستخدمة في إنتاج رأس المال، وهما الأجور الزمنية والأجور بالقطعة. تُسهل عملية إيهام العُمال بالقيمة الفعلية لقوة عملهم.

#### الفصل الثامن عشر: الأُجور بالوقت
يقدم ماركس وحدة قياس الأجر الزمني المُساوية لقيمة قوة العمل اليومية مقسومة على عدد الساعات في متوسط يوم العمل. رغم ذلك فإن التمديد في فترة العمل يًنتج عنه انخفاض في سعر العمل مما يؤدي لانخفاض الأجر اليومي أو الأسبوعي. وحسب ماركس فإن هذا يعود بالفائدة على الرأسمالي لأن المزيد من ساعات الإنتاج تؤدي للمزيد من فائض القيمة بالنسبة للرأسمالي:
«إذا قام رجل واحد بعمل رجلين فإن المعروض من العمل يزداد على الرغم من أن قوة العمل في السوق لا تزال ثابتة. فالمنافسة التي نشأت على هذا النحو بين العمال تسمح للرأسمالي بتخفيض سعر العمل بينما يسمح له انخفاض السعر المنتوج  زيادة ساعات العمل بشكل أكبر»أي أنّها حيلة يستخدمها الرأسمالي لإيهام العامل بأن وقته الإضافي والعمل قد تم إنفاقه بشكل جيد.

#### الفصل التاسع عشر: الأُجور بالقطعة
يشرح ماركس الطبيعة الاستغلالية لنظام الأجر بالقطعة فمن خلال هذا النظام يُدفع مبلغ محدد مسبقاً للعمال عن كل مقدار سينتجونه مما يؤدي إلى إنشاء شكل معدل لنظام الأجر الزمني. يتمثل أحد الاختلافات الرئيسية في حقيقة أن نظام الأجر بالقطعة يوفر مقياساً دقيقاً لكثافة العمل مما يعني أن الرأسماليين يعرفون المدة التي يستغرقها إنتاج قطعة واحدة من المنتج النهائي. لن يُسمح لأولئك الذين لا يستطيعون تلبية معايير الإنتاج هذه بالاحتفاظ بوظائفهم وسيسمح هذا النظام أيضًا للوسطاء (تجار الجملة أو البائعين) باغتصاب المناصب بين الرأسماليين والعمال. هؤلاء الوسطاء يكسبون أموالهم فقط من دفع أجور أقل مما يخصصه الرأسماليون بالفعل وبالتالي فرض الاستغلال على العامل.
قد يقود المنطق العامل إلى الاعتقاد بأن إجهاد قوة عمل الفرد «بأكبر قدر ممكن» من شأنه أن يصب في مصلحته الخاصة لأنه كلما زاد إنتاجه بكفاءة زادت رواتبه وبالتالي سوف يطول يوم العمل بالقدر الذييستطيعه العامل. رغم ذلك فإن الإطالة في يوم العمل تتطلب انخفاض سعر العمالة. يوّضح ماركس آلية عمل هذا النوع من الأجور بأنّه قائم على رفع أجر الأفراد فوق المتوسط مع خفض للمتوسط نفسه ومن الواضح أن الأجر بالقطعة هو الشكل الأنسب لنمط الإنتاج الرأسمالي. أعطى ماركس أمثلة عن صناعة النسيج في وقت قريب من بداية الحروب ضد اليعاقية حيث انخفضت الأجور بالقطعة لدرجة أنه على الرغم من الإطالة الكبيرة جدًا ليوم العمل كان الأجر اليومي في ذلك الوقت أقل مما كان عليه من قبل. من خلال هذا المثال يمكننا أن نرى كيف أن الأجور بالقطعة لا تفعل شيءًا سوى تقليل قيمة العمل وإخفاء الطريقة الحقيقية لاستغلال العمال بشكل أفضل.

#### الفصل العشرون: الفوارق الوطنية في الأُجور
(3)

### الجزء السابع: عملية تراكم رأس المال

#### الفصل الواحد والعشرون: تجديد الإنتاج البسيط
يصف ماركس في هذا الفصل الطابع الإقتصادي للرأسمالي بأنّه ثابت إضا كانت الأموال تعمل بدور لا تنفي عنها صفة رأس المال؛ وإذا بقيت كل الظروف ثابتة دون تغيُر وعمِل الرأسمالي لتحويل هذه النقود لتغطية حاجته الإستهلاكية أو قام بإنفاقه بنفس الطريقة التي اكتسبه بها فإنّه يقوم بهذه العملية بتجديد الإنتاج البسيط
عندما يقوم الشخص بالعمل فهو يستهلك قوة عمله وفي مقابل ذلك فإنّه يُسلّف هذه القوة للرأسمالي الذي سيعيدها له نقداً؛ وهذه الحال مع الرأسمالي أيضاً فإذا ما استهلك رأسماله الأساسي سيتبقى له فقط فائض القيمة المُساوي لجهد العامل غير المدفوع؛ وهنا يبدو منطق القائل بأنّ العامل يؤدي الجهد لأجل مصلحته الخاصة منطقاً لا دخل له بالموشوع من وجهة نظر ماركس.
في الواقع فإن العامل مُنتمي لرأس المال بكنه يقوم ببيع نفسه للرأسمالي؛ وهنا يقوم الرأسماليون إضافة لبيع العمل لنفسه بشكل دوري بتجديد العمل بشكل مستمر وتغيير قيمته لأجل التحايل على وصف هذه العملية بالعبودية.

#### الفصل الثاني والعشرون: تحول فائض القيمة إلى رأس مال

##### القسم الأول: عملية الإنتاج الرأسمالية على نطاق موّسع
إن فائض القيمة لا يمكن تحويله إلى رأس مال إلاّ إذا أفرز فائضاً بالإنتاج؛ أي أن العامل في معمل النسيج مثلاً عليه أن يُنتج بفائض القيمة نسيجاً غير مدفوع الأجر ليقوم الرأسمالي ببيعه وتحويله لرأس مال جديد. يقوم الرأسمالي لتحقيق تراكماً في رأسمال هذا بدمج قوة العمل التي تزداد سنوياً مع وسائل الإنتاج، ومن خلال العمل وإنتاج الفائض فإن العُمال ينتوجون رأسمال جديد يسمح باستقبال عمالة جديدة وهذ ما يُسمى بتكوين رأس المال من رأس المال.
إن البيع والشراء المُستمرين لقوة العمل هما الشكل فقط بينما المضمون هو السيطرة المُستمرة من قبل الرأسمالي على العمل والعُمال.

##### القسم الثاني: خطأ في فهم الإقتصادر السياسي لتحديد الإنتاج على نطق موّسع
إن المنتجات التي يشتريها الرأسمالي بقسم من الفائض الذي يستحوذ عليه لغرض الإستهلك الشخصي لا يمكن أن تكون أداته من أجل تحقيق عملية التراكم في رأس المال فهذا يُشبه تماماً ما يحص عليه العامل ليقوم بسد حاجته الشخصية اليومية أي أن هذا الجزء من فائض القمية يُعتبر إيراداً، وبذلك فقد كان الهدف الأول للنبلاء والإقطاعيين المناداة بتراكم رأس المال وجعلها هدف لكل مواطن.
«إن الإقتصاد السياسي الكلاسيكي محق تماماً في هذه الحدود حين يؤكد أن السلعة المميزة لعملية التراكم هي استهلاكالمنتوج الفائض من أيدي عُمال مُنتجين لا غير مُنتجين»

##### القسم الثالث: تقسيم فائض القيمة إلى رأس مال وإيرادات
إن حجم تراكم رأس المال هو ما يدخره الرأسمالي من فائض القيمة أي أنّ الفائض يذهب باتجاهين الأول هو لتأمين حاجات الرأسمالي والثاني وهو الجزء الأكبر يتم تحويله لرأسمال. إنّ تطور الإنتاج الرأسمالي يقضي بالضرورة إلى استمرار زيادة رأسمال في أيّ مشروع؛ وهنا تُحتم المنافسة خضوع كلّ رأسمالي لقوانين الإنتاج سواء كانت داخلية أم خارجية وتجبره على توسيع رأسماله باستمرار من أجل المحافظة عليه؛ وهنا لا يُمكنه توسيع رأس المال إلاّ من خلال التراكم التدريجي.
«التراكم هو غزو الثروة الإجتماعية»
إن القوانين الكلاسيكية حددّت معمة البرجوازية أثناء فترة سيطرتها بالإنتاج لأجل الإنتاج والتراكم لأجل التركم.

##### القسم الرابع: الظروف التي تحدد أبعاد التراكم
حدد ماركس هذه الظروف بمعزلٍ عن نسبة انقسام فائض القيمة إلى رأسمال وإيرادات:
- درجة استغلال قوة العمل
- قدرة إنتاجية العمل
- تنامي الفارق بين رأس المال المُستخدم ورأس المال المُستهلك
- مقدار رأس المال المدفوع سلفاً[ar 176]

##### القسم الخامس: ما يٌسمى برصيد العمل
يشرح ماركس هُنا ظروف عملية التداول التي كان قد أغفلها في الأقسام السابقة من الكتاب ويصفها بأنّها الظروف التي تُتيح لكتلة رأس المال المرونة ليتحول من عمل إلى عمل آخر.
وهنا يوّضح ماركس الدوغمائية الموجودة عند الإقتصادسسن الكلاسيكين حيث أنّها ترتكز على جانبين:
- لا يحق للعامل التدخل في تقسيم الثروة الإجتماعية.
- لا يمتلك العامل القدرة لتوسيع ما يُسمى برصيد العمل على حساب إيرادات الرأسماليين إلاّ في حالات استثنائية.[ar 178]

#### الفصل الثانث والعشرون: القانون العام للتراكم الرأسمالي

##### القسم الأول: ارتفاع الطلب على قوة العمل
يوّضح ماركس في هذا القسم تأثير النمو الذي يلحق برأس المال على الطبقة العاملة ويؤكد على ضرورة أن يُفهم مصطلح تركيب رأس المال بزدواجية أي أنّه رأس المال ثابت ورأس مال مُتغير.
إن نمو رأس المال يقتصر فقط على جزئه المتغير وهو الجزء القابل لأن يكون قوة عمل ما يعني أنّ فائض القيمة يجب أن يتحول بشكل مستمر إلى رأس مال مُتغير. وبنفس المبدأ الذي يؤدي إلى تجديد الإنتاج البسيط فإن العلاقة الرأسمالية ذاتها تتعرض للتجديد بشقيها المُكونان من علاقة الرأسماليين ببعضهم وعلاقتهم بالعمال؛ هذا التجديد يؤدي لتوّسع العلاقة فيتكون لدينا في قطب عدد أكبر من الرأسماليين أو حجم ثروة أكبر لهم وفي القطب المعاكس يكون لدينا عدد أكبر من العُمال المأجورين.

##### القسم الثاني: الانخفاض النسبي في الجزء المتغير من رأس المال
يستهل ماركس هذا القسم بطرح ما اعتبره الاقتصاديون الكلاسيكون مثل آدم سميث بأنّ السبب الرئيسي لارتفاع أجور العمال هو نمو حجم الأرباح بالنسبة لرأس المال بعد ذلك يقدم ماركس شرحاً للتحول الذي يطرأ على رأس المال من حيث الإزدياد في جزئه الثابت على حساب جزئه المتغيير من خلال النمو في كتلة وسائل الإنتاج بالمقارنة مع القوة العاملة والمُسببة الرئيسية لإحياء وسائل الإنتاج.

##### القسم الثالث: الإنتاج المضطرد لفيض السكان النسبي
رُغم أن تراكم رأس المال يبدو كمياً فقط لكنه يحدُث في ظل تغيير نوعي تدريجي في تكوينه وزيادة ثابتة في مكونه غير المُتغيير على حساب مكونه المتغير. لا يمكن للإنتاج الرأسمالي بأي حال من الأحوال أن يكتفي بكمية قوة العمل القابلة للتصرف التي تنتجها الزيادة الطبيعية للسكان بل إنّه يقوم ببناء جيش احتياطي صناعي مستقل عن هذه الحدود الطبيعية. حتى في هذه النقطة كان من المفترض أن زيادة أو نقصان رأس المال المتغير يتوافق بشكل صارم مع زيادة أو نقصان عدد العمال المستخدمين. قد يظل عدد العمال الذين يأمرهم رأس المال كما هو أو حتى ينخفض بينما يزيد رأس المال المتغير. هذا هو الحال إذا كان العامل الواحد يُنتج كمية أكبر من الكمية المرجوّة منه ورغم كثافة إنتاجه إلاّ أنّ سعر العمل يظل كما هو أو حتى ينخفض،
وإذا ارتفع فارتفاعه أبطأ من ارتفاع كتلة العمل. في هذه الحالة تصبح زيادة رأس المال المتغير مؤشرًا لمزيد من الإنتاج ولكن ليس مؤشراً لمزيد من العمال. من المصلحة المطلقة لكل رأسمالي الضغط على عدد صغير من العمال بدلاً من عدد كبير ليحافظ على نفس المقدرا من الأجور تقريباً. في هذه الحالة يزداد إنفاق رأس المال الثابت بما يتناسب مع كتلة العمل قيد التنفيذ؛ بينما في السابق كانت الزيادة أصغر بكثير. وكلما زاد حجم الإنتاج كانت زيادة رأسالمال الثابت تُشكل دافعاً أكبر للرأسمالي.
إنّ التطور في نمط الإنتاج الرأسمالي والقوة الإنتاجية للعمل في آن واحد هو سبب التراكم وتأثيره؛ هذا ما يُمكّن الرأسمالي من الشروع في مزيد من العمل من خلال استغلال أكبر. لقد رأينا كذلك أن الرأسمالي يشتري بنفس رأس المال كتلة أكبر من قوة العمل لأنه يستبدل تدريجياً العمال المهرة بقوة عمل أقل مهارة، وستبدل قوة عمل الذكر بقوة أًنثى وقوة عمل البالغين بعمل الأطفال. من جهة ثانية فإنّه مع تقدم التراكم يصبح رأس المال المتغير الأكبر يضع المزيد من العمالة في العمل دون تجنيد المزيد من العمال؛ وأيضاً فإن رأس المال المتغير من نفس الحجم يؤدي إلى مزيد من الإنتاج بنفس كتلة قوة العمل؛ وأخيرًا فإن رأس المال يستبدل عدد كبير من القوى العاملة العُليا أي صاحبة الخبرة والمهارة من بقوى عاملة دُنيا لا تملك الخبرة ولا المهارة.
إن إنتاج فائض سكاني نسبي أو التحرر من العمال يستمر بسرعة أكبر من الثورة التقنية لعملية الإنتاج التي ترافق تقدم التراكم وتتسارع به. وبسرعة أكبر من التناقص المقابل للجزء المتغير من رأس المال المتحرك مقارنة بالثابت. إذا أصبحت وسائل الإنتاج مع زيادة نطاقها وقوتها الفعالة إلى حد أقل وسيلة لتوظيف العمال، فإن هذه الحالة من الأشياء تتغير مرة أخرى بحقيقة أنه بالتناسب مع زيادة إنتاجية العمل يزيد رأس المال من انتاجه أكثر من الزيادة في طلب العُمال. إن العمل الزائد للجزء العامل من الطبقة العاملة يؤدي إلى تضخم صفوف العمال الإجتياطين في حين أن الضغط الأكبر الذي يمارسه رأس المال يكون على العُمال الموجودين ويجبرهم على الخضوع للإفراط في العمل والقهر. إن إستغلال جزء من الطبقة العاملة لفرض غايات الرأسمالي عن طريق العمل المفرط من قبل الجزء الآخر والعكس يصبح وسيلة لإثراء الرأسماليين الفرديين ويسرع في نفس الوقت إنتاج جيش الاحتياطي الصناعي على نطاق مماثل. مع تقدم التراكم الاجتماعي تظهر مدى أهمية هذا العنصر في تكوين فائض السكان النسبي من خلال مثال إنجلترا فوسائلها التقنية لإنقاذ العمالة هائلة ومع ذلك إذا تم تخفيض العمالة الصباحية إلى الغد بشكل عام إلى مقدار معقول وتناسب مع مختلف قطاعات الطبقة العاملة وفقاً للعمر والجنس، فإن السكان العاملين الذين سيتم تسليمهم لن يكونوا كافيين على الإطلاق لمواصلة الإنتاج الوطني. وهنا يجب تحويل الغالبية العظمى من العمال غير المنتجين الآن إلى عمال منتجين.

##### القسم الرابع: الأشكال المختلفة لوجود فيض السكان النسبي
يوضح ماركس إزدواجية رأس المال فعندما يؤدي التركم إلى زيادة الطلب على الإنتاج فإنه من ناحية أخرى يزيد من طلب العمال عن طريق في حين أن ضغط العاطلين عن العمل يجبر في نفس الوقت أولئك الذين يتم توظيفهم على توفير المزيد من العمالة. إن عمل قانون العرض والطلب على العمل بهذا المبدأ يكمل استبداد رأس المال. لذلك ، بمجرد أن يعرف العمال كيف يتم تمرير ذلك بنفس المقياس الذي يعملون فيه أكثر لأنهم ينتجون المزيد من الثروة للآخرين وعندما تزداد القوة الإنتاجية لعملهم بنفس المقياس حتى وظيفتهم تصبح وسيلة التوسع الذاتي لرأس المال أكثر خطورة بالنسبة لهم ؛ بمجرد أن يكتشفوا أن درجة حدة المنافسة فيما بينهم تعتمد كلياً على ضغط الفائض النسبي من السكان؛ وبمجرد أن يحاولوا تنظيم تعاون منتظم من قبل النقابات العمالية بين العاملين والعاطلين من أجل تدمير أو إضعاف الآثار المدمرة لهذا القانون الطبيعي للإنتاج الرأسمالي على طبقتهم. سرعان ما يعارضهم رأس المال والاقتصاد السياسي المتملق.
كل مجموعة من العاملين والعاطلين عن العمل تشوش العمل المنسجم لهذا القانون. من ناحية أخرى ، حالما تمنع الظروف المعاكسة (على سبيل المثال في المستعمرات) إنشاء جيش احتياطي صناعي ومعه الاعتماد المطلق للطبقة العاملة على الطبقة الرأسمالية فإن رأس المال يثور ضد قانون العرض والطلب المقدس ويحاول التحقق من تصرفاته غير الملائمة بوسائل قسرية وتدخل الدولة.

##### القسم الخامس: أمثلة إيضاحية عن قانون عن القانون العام للتراكم الرأسمالي
(4)

#### الفصل الربع والعشرين: ما يسمى بالتراكم الأولي

##### (1) سر التراكم الأولي
لفهم الرغبة والأساليب التي تستخدمها البرجوازية لتراكم رأس المال قبل صعود الرأسمالية نفسها يجب على المرء أن ينظر إلى مفهوم التراكم البدائي باعتباره الدافع الرئيسي لهذا التغيير الجذري في التاريخ. يشير التراكم البدائي إلى الطريقة المربحة الأساسية التي استخدمتها الطبقة الرأسمالية والتي أدت إلى الانتقال إلى نمط الإنتاج الرأسمالي بعد نهاية النظام الإقطاعي. يؤكد ماركس على أنه يجب تجريد وسائل الإنتاج ومستوى الكفاف من المنتج المشترك للسماح بحدوث ذلك. تشير وسائل الإنتاج إلى الأدوات أو العمليات المستخدمة لإنشاء منتج أو تقديم خدمة.

##### (2) انتزاع أراضي السكان الزراعيين
إن العملية المركزية للتراكم البدائي والسرية الكامنة وراءه مصادرة الأراضي الزراعية وأي شكل من أشكال الثروة من السكان من قبل الرأسماليين؛ هي عمليات تتميز عادةً بالصراعات الوحشية والعنيفة بين الطبقتين المتعارضتين. نظراً لأن الفلاحين لم يخضعوا لقوانين الإقطاع بعدها فقد تم تحريرهم في النهاية من أسيادهم ومن أرضهم لأجل الاندماج في هذا النمط الجديد من الإنتاج ليكونوا عُمالاً مأجورين. ونتيجة لذلك لم يكن لدى كل بروليتاريا تم تحريرها سوى قوة العمل الخاصة بها لبيعها للبرجوازية لتلبية احتياجاتها من أجل البقاء على قيد الحياة. يشير ماركس هنا إلى ثلاثة قوانين صدرت في إنجلترا هي قانون التضمين لعام 1489، وقانون التضمين 1533، وقانون إغاثة الفقراء [الإنجليزية] 1601.

##### (3) التشريع الدموي ضد منزوعي الملكية ابتداءً من نهاية القرن الخامس عشر
جاءت عملية الاندماج في هذا النمط الجديد من الإنتاج على حساب البروليتاريا لأن المطالب الشاقة لإيجاد عمل بديل أثبتت أنها عبء كبير للغاية بالنسبة لمعظم الناس ممّا دفع الطبقة العاملة في البداية إلى السرقة والتسول لتلبية احتياجاتها في ظل هذا الشكل الجديد من الوجود الإنساني، وما زاد الموقف سوءً أن التشريعات القاسية التي شوهدت في إنجلترا وفرنسا أعلنت أن هؤلاء الأفراد متشردون ومحتالون؛ وأيضاً عانت الطبقة العاملة بسبب الإجراءات التشريعية المتخذة في إنجلترا بسبب غلاء المعيشة ووجودحركات للحفاظ على اجور العاملين منخفضة. يشير ماركس بطريقة واضحة إلى قانون فاغبندس (بالإنجليزية: Vagabonds)‏ لعام 1530، وقانون معاقبة المتشردين والمتسولين [الإنجليزية]، وقانون المتشردين فاغبندس 1547 [الإنجليزية]، قانون فاغبندس 1572 [الإنجليزية]، وقانون الفقراء1575 [الإنجليزية]، وقانون فاغبندس 1597 و 1603 الذي تم إلغاؤه فقط بموجب قانون المتشردين 1713. يسرد ماركس أيضًا تشريعات تحديد الأجور ، بما في ذلك قانون العمال 1351، وقانون المتدربين (الذي تم تمديده ليشمل النساجين من قبل الملك جيمس الأول)، وخياط الحرفيين ، وقانون لندن 1720، قانون صانعي الحرير 1772 وقانون كوليرز (اسكتلندا) لعام 1799.

##### (4) منشأ المزارع الرأسمالي
نشأ أصل الرأسماليين في إنجلترا من «مالكي الأرض الكبار» الذين حصدوا فوائد فائض القيمة الناتج عن الأراضي المُصادرة التي حصلوا عليها دون أي تكلفة تقريبًا. جلب الانخفاض التدريجي لقيمة المعادن الثمينة والمال المزيد من الأرباح للمزارعين الرأسماليين حيث اضطر العمال لقبول أجور أقل وهنا ليس من المستغرب أن تصبح طبقة الفلاحين الرأسماليين في إنجلترا أثرياء للغاية في ظل الظروف السائدة في ذلك الوقت.

##### (5) انعكاس تأثير الثروة الزراعية في الصناعة
لم تسبب الثورة الزراعية البريطانية (القرن السابع عشر والتاسع عشر) العديد من التغييرات في طريقة عمل الناس فحسب بل في البنية الاجتماعية أيضًا. عندما وفر التصنيع أرخص الأدوات وأكثرها كفاءة للإنتاج الزراعي وأدى هذا إلى انخفاض الحاجة إلى عمال المزارع الفلاحين مما أدى إلى تشريد معظم الطبقة العاملة من الريف. في مواجهة خيار بيع عملهم مقابل أجر أو أن يصبحوا رأسماليين وهنا ظهرت طبقة من رواد الأعمال الذين أصبحوا من خلال استغلال العمال المأجورين طبقة رأسمالية. ومع نمو النظام أصبحت هناك حاجة إلى مواد أرخص ومتاحة بسهولة أكبر وبالتالي ولد الاستعمار. من خلال التوسع في مناطق جديدة واستعباد ثقافات السكان الأصليين، أصبح التراكم البدائي مصدراً لرأس المال السريع والسهل. حتى أن المجاعة أصبحت أداة للرأسماليين. في 1769-1770 عندما رفعت إنجلترا سعر الأرز في الهند بحيث لا يستطيع سوى الأغنياء تحمله. سرعان ما أصبح الدين القومي أداة تحكم للرأسماليين الذين حولوا الأموال غير المنتجة إلى رأس مال من خلال الإقراض والتبادل. وبتشجيع العامل على المشاركة في خلق الديون فإنّ كل عامل في يُساهم في إنشاء «شركات المساهمة ، والبورصة ، والبنوك الحديثة». ليختفي بذلك مصدر النشأة وهو استغلال الإنسان للإنسان.

##### (6) منشأ الرأسمالي الصناعي
إن التحول في ملكية وسائل الإنتاج من البروليتاريا إلى البرجوازية ترك المنتج مع قوة عمله فقط ليبيعها. هذا يعني أن أصحاب اعمل أحراراً بظروف عملهم. خلال عملية النقل هذه تم استبدال الملكية الخاصة بالملكية الخاصة الرأسمالية من خلال أعلى أشكال الاستغلال وحدث التحول من أيام العمل الحر إلى العمل المأجور. تشكلت الملكية الخاصة الرأسمالية من نمط الاستيلاء الرأسمالي الذي أدى إلى تضاؤل الملكية الخاصة التي كانت موجودة ذات يوم والتي تأسست على العمل الشخصي للعمال.

##### (7) الميل التاريخي للتراكم الرأسمالي
يعتبر ماركس أنه مع نمو الرأسمالية فإن عدد العمال المأجورين ينمو بشكل كبير. لذلك ستكون هناك ثورة في نهاية المطاف تصادر فيها الأغلبية العمالية وسائل إنتاج الرأسماليين. بعبارة أخرى فإنّ بذور الدمار مزروعة بالفعل في الرأسمالية. يشدد ماركس على أن زوال الرأسمالية لا يعني بالضرورة عودة الإقطاع والملكية الخاصة ، ولكنه «يؤسس حقاً الملكية الفردية على أساس إنجازات العصر الرأسمالي أي التعاون والاستحواذ المشترك على الأرض ووسائل الإنتاج التي ينتجها العمل نفسه». وهذا يعني أن التحول سيعود إلى الوقت الذي يُنظر فيه إلى الملكية الخاصة على أنها ملكية اجتماعية.

#### الفصل الخامس والعشرون: نظرية الإستعمار الحديثة
يعتبر ماركس أن هناك نوعين من الملكية الخاصة في الاقتصاد السياسي. الشكل الأول هو عمل المُنتج نفسه والشكل الآخر يقوم على استغلال الرأسمالي للآخرين. في العالم الرأسمالي الصناعي في أوروبا الغربية يمكن تحقيق ذلك بسهولة من خلال استخدام القوانين والملكية الخاصة؛ ومع ذلك ، فإن الرأسماليين يجدون باستمرار عقبات في المستعمرات حيث يعمل العمال من أجل إثراء أنفسهم بدلاً من إثراء الرأسمالي وقد تغلب الرأسماليون على هذه العقبة باستخدام القوة والدعم السياسي المُقدم من قبل وطنهم الأم. يتساءل ماركس بعد ذلك ، «كيف نشأ رأس المال والعمل المأجور؟» ثم يجيب بأنّ هذا يحدث من خلال تقسيم العمال إلى أصحاب رأس المال وأصحاب العمل. يتسبب هذا النظام في قيام العمال بشكل أساسي بمصادرة ممتلكاتهم من أجل تجميع رأس المال. كانت هذا المصادرة الذاتية بمثابة تراكم بدائي للرأسماليين ، وبالتالي كان حافزًا للرأسمالية في المستعمرات.

## منشورات رأس المال
خلال حياته أشرف كارل ماركس على الطبعات الأولى والثانية باللغة الألمانية بالإضافة إلى الطبعة الثالثة باللغة الفرنسية. كان من المفترض أن تكون هذه الطبعة الفرنسية أساسًا مهمًا للطبعة الألمانية الثالثة التي أشرف عليها فريدريك إنجلز بدلاً من ذلك بعد وفاة ماركس في عام 1883.
تحتوي مكتبات ماركس-أنجلز جيسمتوسجابي [الإنجليزية] وهي أكبر تجميع لمؤلفات ماركس وأنجلز على إصدارات كثيرة لأعمالهم بأكثر من لغة إضافة للنصوص النقدية. من خلال الطبعة الألمانية الثانية لكتاب رأس المال كان واضحاً اهتمام ماركس بإعادة صياغة المواد المنشورة خاصة في ما يتعلق بالمواد المرتبطة بنظرية القيمة.
على الرغم من الجهد الهائل إلاّ أن ماركس لم يعش لإكمال هدفه بنشر المجلدات المتبقية من رأس المال. وبعد وفاته نشر إنجلز أعماله كمحرر ووسع من مخطوطات ماركس الاقتصادية للمجلدين الثاني (1885) والثالث (1894). ينقسم العلماء حول أي من عدة خطط للعمل كانت نهائية لماركس. نظراً لأن المشروع لم يكتمل بشكل نهائي حيث أنّ المجلدات تترك أسئلة علمية دون إجابة يواصل الاقتصاديون السياسيون الماركسيون مناقشتها.

## طريقة عرض رأس المال
ينقسم الاقتصاديون السياسيون الماركسيون حول الشخصية المنهجية التي تقود اختيار ماركس لترتيب عرض المفاهيم الاقتصادية ، وهو سؤال يحبط إتمام هذا الكتاب بشكل أسرع في حياة ماركس السريعة. هناك تفسيرات منطقية وتاريخية واجتماعية وتفسيرات أخرى تحاول توضيح الطريقة التي لم يشرحها ماركس لأن مشروعه الكتابي حول الديالكتيك كان له أولوية أقل من الأمور الأخرى.
منذ عام 1867، روج العلماء لتفسيرات مختلفة للغرض الذي يقدمه ماركس في مجلداته الطويلة وحججه الموّسعة. أكثر الكتاب اهتماما بهذه الأسئلة كانوا مؤسسي الاتحاد السوفيتي لينين وتروتسكي وفي أوروبا لويس ألتوسير وهاري كليفر [الإنجليزية] وريتشارد دي وولف وديفيد هارفي ومايكل ليبويتز ومويش بوستوني [الإنجليزية] وفريد موسلي ومايكل هاينريش وآخرين. أما عربياً فقد نوقشت أفكار ماركس من قبل مفكرين مثل صادق جلال العظم والطيب تيزيني ورزكار عقراوي وغيرهم.
توجد خطط متعددة لمشروع رأس المال وبالتالي معرفة ما إذا كان ماركس قد أكمل مشروعه أم لا هو نقاش مستمر بين الاقتصاديين السياسيين الماركسيين.

## هوامش
- (1) كتاب «رأس المال: المجلد الأول» هو عملٌ لكارل ماركس وقد نُشر عملُ رأس المالِ كاملاً من قِبل عدّة دورة نشرٍ وتُرجم على يدِ أكثر من مُترجم؛ لذلك فإن النشرات اختلفت فمنهم من أنهى العمل في عشر فصول ووضع الفصول الباقية في الملجلد الثاني ومنهم من قسم المُجلد الأول لثلاثِ مُجلداتٍ ومنهم من أضاف للأول وقَصَرَ من الثاني فيصعب تحديد نهاية المجلد الأول من العمل بشكلٍ واضح.
- (2) القسمُ التاسعُ بحتوي على بحوثٍ أصيلة وأرقامٍ دقيقة للقوانين الصادرة في إنجلترا
- (3) أرقامٌ دقيقة وبحوثٌ أصيلة عن الفوارق الوطنية في الأجور في أوروبا
- (4) أرقامٌ دقيقة وبحوثٌ أصيلة عن القانون العام للتراكم الرأسمالي في أوروبا

### باللغة العربية